# Australia na Letnich Igrzyskach Olimpijskich 2012
Australię na Letnich Igrzyskach Olimpijskich 2012, które odbyły się w Londynie reprezentowało 410 zawodników.
Był to dwudziesty siódmy start reprezentacji Australii na letnich igrzyskach olimpijskich. Australia jako jedno z niewielu państw występuje na wszystkich igrzyskach olimpijskich od 1896 roku.

## Zdobyte medale
| Medal  | Zawodnik | Dyscyplina          | Konkurencja                                 | Rezultat                                                         |
| ------ | --- | ------------------- | ------------------------------------------- | ---------------------------------------------------------------- |
| Złoto  | Tate Smith, Dave Smith, Murray Stewart, Jacob Clear | Kajakarstwo         | K-4 1000 m mężczyzn                         | 2:55,085 min                                                     |
| Złoto  | Anna Meares | Kolarstwo torowe    | sprint kobiet                               |                                                                  |
| Złoto  | Sally Pearson | Lekkoatletyka       | bieg na 100 m przez płotki kobiet           | 12,35 s                                                          |
| Złoto  | Alicia Coutts, Cate Campbell, Brittany Elmslie, Melanie Schlanger, Emily Seebohm, Yolane Kukla, Lisbeth Trickett | Pływanie            | sztafeta 4 × 100 m dowolnym kobiet          | 3:33,15 min                                                      |
| Złoto  | Mathew Belcher, Malcolm Page | Żeglarstwo          | klasa 470 mężczyźni                         | 22 pkt                                                           |
| Złoto  | Nathan Outteridge, Iain Jensen | Żeglarstwo          | klasa 49er mężczyzn                         | 56 pkt                                                           |
| Złoto  | Tom Slingsby | Żeglarstwo          | klasa Laser mężczyźni                       | 43 pkt                                                           |
| Srebro | Jessica Fox | Kajakarstwo górskie | K-1 kobiet                                  | 106,57 pkt                                                       |
| Srebro | Jack Bobridge, Glenn O’Shea, Rohan Dennis, Michael Hepburn | Kolarstwo torowe    | wyścig na 4000 m na dochodzenie mężczyzn    | 3:54,581 min                                                     |
| Srebro | Sam Willoughby | Kolarstwo BMX       | mężczyźni                                   | 37,929 s                                                         |
| Srebro | Mitchell Watt | Lekkoatletyka       | skok w dal mężczyzn                         | 8,16 m                                                           |
| Srebro | Jared Tallent | Lekkoatletyka       | chód na 50 km mężczyzn                      | 3:36;53 h                                                        |
| Srebro | Bronte Barratt, Melanie Schlanger, Kylie Palmer, Alicia Coutts, Brittany Elmslie, Angie Bainbridge, Jade Neilsen, Blair Evans | Pływanie            | sztafeta 4 × 200 m dowolnym kobiet          | 7:44,41 min                                                      |
| Srebro | Emily Seebohm, Leisel Jones, Alicia Coutts, Melanie Schlanger, Brittany Elmslie | Pływanie            | sztafeta 4 × 100 m zmiennym kobiet          | 3:54,02 min                                                      |
| Srebro | Alicia Coutts | Pływanie            | 200 m stylem zmiennym kobiet                | 2:08,15 min                                                      |
| Srebro | Emily Seebohm | Pływanie            | 100 m stylem grzbietowym kobiet             | 58,68 s                                                          |
| Srebro | Christian Sprenger | Pływanie            | 100 m stylem klasycznym mężczyzn            | 58,93 s                                                          |
| Srebro | James Magnussen | Pływanie            | 100 m stylem dowolnym mężczyzn              | 47,53 s                                                          |
| Srebro | Brittany Broben | Skoki do wody       | Wieża 10 m indywidualnie kobiet             | 366,50 pkt                                                       |
| Srebro | William Lockwood, James Chapman, Drew Ginn, Joshua Dunkley-Smith | Wioślarstwo         | czwórka bez sternika mężczyzn               | 6:05,19 min                                                      |
| Srebro | Kim Crow, Brooke Pratley | Wioślarstwo         | dwójka podwójna kobiet                      | 6:58,55 min                                                      |
| Srebro | Kate Hornsey, Sarah Tait | Wioślarstwo         | dwójka bez sternika kobiet                  | 7:29,86 min                                                      |
| Srebro | Olivia Price, Nina Curtis, Lucinda Whitty | Żeglarstwo          | Elliott 6m kobiet                           | w finale uległy załodze hiszpańskiej 2:3                         |
| Brąz   | Jamie Dwyer, Liam De Young, Simon Orchard, Glenn Turner, Christopher Ciriello, Matthew Butturini, Mark Knowles, Russell Ford, Edward Ockenden, Joel Carroll, Matt Gohdes, Timothy Deavin, Matthew Swann, Nathan Burgers, Kieran Govers, Fergus Kavanagh | Hokej na trawie     | turniej mężczyzn                            | w meczu o brązowy medal pokonali zespół wielkiej Brytanii 3:1    |
| Brąz   | Annette Edmondson | Kolarstwo torowe    | omnium kobiet                               | 24 pkt                                                           |
| Brąz   | Kaarle McCulloch, Anna Meares | Kolarstwo torowe    | sprint drużynowy kobiet                     | 32,727 s                                                         |
| Brąz   | Shane Perkins | Kolarstwo torowe    | sprint mężczyzn                             |                                                                  |
| Brąz   | Jenna O’Hea, Samantha Richards, Jenni Screen, Abby Bishop, Suzy Batkovic-Brown, Kathleen MacLeod, Kristi Harrower, Laura Hodges, Belinda Snell, Rachel Jarry, Elizabeth Cambage, Lauren Jackson                                                         | Koszykówka          | turniej kobiet                              | w meczu o brązowy medal pokonały zespół Rosji 83:74              |
| Brąz   | Victoria Brown, Gemma Beadsworth, Sophie Smith, Holly Lincoln-Smith, Jane Moran, Bronwen Knox, Rowena Webster, Kate Gynther, Glencora Ralph, Ashleigh Southern, Melissa Rippon, Nicola Zagame, Alicia McCormack                                         | Piłka wodna         | turniej kobiet                              | w meczu o brązowy medal pokonały po dogrywce zespół Węgier 13:11 |
| Brąz   | Hayden Stoeckel, Christian Sprenger, Matt Targett, James Magnussen, Brenton Rickard | Pływanie            | sztafeta 4 × 100 m stylem zmiennym mężczyzn | 3:31,58 min                                                      |
| Brąz   | Bronte Barratt | Pływanie            | 200 m stylem dowolnym kobiet                | 1:55,81 min                                                      |
| Brąz   | Alicia Coutts | Pływanie            | 100 m stylem motylkowym kobiet              | 56,94 s                                                          |
| Brąz   | Erin Densham | Triathlon           | kobiety indywidualnie                       | 1:59:50 h                                                        |
| Brąz   | Christopher Morgan, Karsten Forsterling, James McRae, Daniel Noonan | Wioślarstwo         | czwórka podwójna mężczyzn                   | 5:45,22 min                                                      |
| Brąz   | Kim Crow | Wioślarstwo         | jedynka kobiet                              | 7:58,04 min                                                      |

## Reprezentanci

### Badminton
Mężczyźni
| Zawodnik               | Konkurencja  | Faza grupowa                            | Faza grupowa                    | Faza grupowa           | Faza grupowa | Ćwierćfinał       | Półfinał          | Finał             | Finał   |
| Zawodnik               | Konkurencja  | Przeciwnik Punkty                       | Przeciwnik Punkty               | Przeciwnik Punkty      | Miejsce      | Przeciwnik Punkty | Przeciwnik Punkty | Przeciwnik Punkty | Miejsce |
| ---------------------- | ------------ | --------------------------------------- | ------------------------------- | ---------------------- | ------------ | ----------------- | ----------------- | ----------------- | ------- |
| Ross Smith Glenn Warfe | gra podwójna | Ingo Kindervater Johannes Schöttler 0-2 | Fang Chieh-min Lee Sheng-mu 0-2 | Cai Yun Fu Haifeng 0-2 | 4.           | → Nie awansowali  | → Nie awansowali  | → Nie awansowali  | 13.     |

Kobiety
| Zawodniczka               | Konkurencja    | Faza grupowa                 | Faza grupowa                        | Faza grupowa                       | Faza grupowa | 1/8 finału           | Ćwierćfinał                     | Półfinał             | Finał                | Finał   |
| Zawodniczka               | Konkurencja    | Przeciwniczka Punkty         | Przeciwniczka Punkty                | Przeciwniczka Punkty               | Miejsce      | Przeciwniczka Punkty | Przeciwniczka Punkty            | Przeciwniczka Punkty | Przeciwniczka Punkty | Miejsce |
| ------------------------- | -------------- | ---------------------------- | ----------------------------------- | ---------------------------------- | ------------ | -------------------- | ------------------------------- | -------------------- | -------------------- | ------- |
| Victoria Na               | gra pojedyncza | Monika Fašungová 2-0         | Gu Juan 0-2                         |                                    | 2.           | → Nie awansowała     | → Nie awansowała                | → Nie awansowała     | → Nie awansowała     | 17.     |
| Leanne Choo Renuga Veeran | gra podwójna   | Ha Jung-eun Kim Min-jung 0-2 | Michelle Edwards Annari Viljoen 2-0 | Meiliana Jauhari Greysia Polii 0-2 | 3.           |                      | Alexandra Bruce Michelle Li 1-2 | → Nie awansowały     | → Nie awansowały     | 5.      |

### Boks
Mężczyźni
| Zawodnik        | Konkurencja | 1/16                   | 1/8                     | Ćwierćfinał           | Półfinał         | Finał            | Finał   |
| Zawodnik        | Konkurencja | Przeciwnik Wynik       | Przeciwnik Wynik        | Przeciwnik Wynik      | Przeciwnik Wynik | Przeciwnik Wynik | Miejsce |
| --------------- | ----------- | ---------------------- | ----------------------- | --------------------- | ---------------- | ---------------- | ------- |
| Billy Ward      | 49 kg       | Yosbany Veitía 4-26    | → Nie awansował         | → Nie awansował       | → Nie awansował  | → Nie awansował  | 17.     |
| Jackson Woods   | 52 kg       | Samir Brahimi 12-14    | → Nie awansował         | → Nie awansował       | → Nie awansował  | → Nie awansował  | 17.     |
| Ibrahim Balla   | 56 kg       | Aboubakr Lbida 16+16   | Detelin Dałakliew 10-14 | → Nie awansował       | → Nie awansował  | → Nie awansował  | 9.      |
| Luke Jackson    | 60 kg       | Liu Qiang 7-20         | → Nie awansował         | → Nie awansował       | → Nie awansował  | → Nie awansował  | 17.     |
| Jeff Horn       | 64 kg       | Gilbert Choombe 19-5   | Abderzarrak Houya 17-11 | Denys Berinczyk 13-21 | → Nie awansował  | → Nie awansował  | 5.      |
| Cameron Hammond | 69 kg       | Moustapha Hima 13-6    | Custio Clayton 11-14    | → Nie awansował       | → Nie awansował  | → Nie awansował  | 9.      |
| Jesse Ross      | 75 kg       | Abdelmalek Rahou 11-13 | → Nie awansował         | → Nie awansował       | → Nie awansował  | → Nie awansował  | 17.     |
| Damien Hooper   | 81 kg       | Marcus Browne 13-11    | Jegor Miechoncew 11-19  | → Nie awansował       | → Nie awansował  | → Nie awansował  | 9.      |
| Jai Opetaia     | 91 kg       |                        | Teymur Məmmədov 11-12   | → Nie awansował       | → Nie awansował  | → Nie awansował  | 9.      |
| Johan Linde     | +91 kg      |                        | Zhang Zhilei RSC        | → Nie awansował       | → Nie awansował  | → Nie awansował  | 9.      |

Kobiety
| Zawodniczka             | Konkurencja | 1/8                 | Ćwierćfinał         | Półfinał            | Finał               | Finał   |
| Zawodniczka             | Konkurencja | Przeciwniczka Wynik | Przeciwniczka Wynik | Przeciwniczka Wynik | Przeciwniczka Wynik | Miejsce |
| ----------------------- | ----------- | ------------------- | ------------------- | ------------------- | ------------------- | ------- |
| Naomi Fischer-Rasmussen | 75 kg       | Anna Laurell 17-24  | → Nie awansowała    | → Nie awansowała    | → Nie awansowała    | 9.      |

### Gimnastyka artystyczna
| Zawodnik      | Konkurencja           | Eliminacje | Eliminacje | Finał            | Finał            |
| Zawodnik      | Konkurencja           | Wynik      | Pozycja    | Wynik            | Pozycja          |
| ------------- | --------------------- | ---------- | ---------- | ---------------- | ---------------- |
| Janine Murray | wielobój indywidualny | 96,250     | 22.        | → Nie awansowała | → Nie awansowała |

### Gimnastyka sportowa
Mężczyźni
| Zawodnik        | Konkurencje            | Konkurencje            | Konkurencje     | Konkurencje     | Konkurencje                 | Konkurencje                 | Konkurencje          | Konkurencje          | Konkurencje            | Konkurencje            | Konkurencje         | Konkurencje         | Konkurencje | Konkurencje | Konkurencje        | Konkurencje        |
| Zawodnik        | Wielobój indywidualnie | Wielobój indywidualnie | Ćwiczenia wolne | Ćwiczenia wolne | Ćwiczenia na koniu z łękami | Ćwiczenia na koniu z łękami | Ćwiczenia na kółkach | Ćwiczenia na kółkach | Ćwiczenia na poręczach | Ćwiczenia na poręczach | Ćwiczenia na drążku | Ćwiczenia na drążku | Skoki       | Skoki       | Wielobój drużynowy | Wielobój drużynowy |
| Zawodnik        | Wynik                  | Pozycja                | Wynik           | Pozycja         | Wynik                       | Pozycja                     | Wynik                | Pozycja              | Wynik                  | Pozycja                | Wynik               | Pozycja             | Wynik       | Pozycja     | Wynik              | Pozycja            |
| --------------- | ---------------------- | ---------------------- | --------------- | --------------- | --------------------------- | --------------------------- | -------------------- | -------------------- | ---------------------- | ---------------------- | ------------------- | ------------------- | ----------- | ----------- | ------------------ | ------------------ |
| Joshua Jefferis | 86,865                 | 19.                    | 13,800          | 58.             | 13,433                      | 42.                         | 14,533               | 37.                  | 14,566                 | 39.                    | 13,766              | 48.                 | 15,500      | 39.         |                    |                    |

Kobiety
| Zawodniczka      | Wynik                  | Wynik                  | Wynik           | Wynik           | Wynik                  | Wynik                  | Wynik                   | Wynik                   | Wynik  | Wynik   | Wynik              | Wynik              |
| Zawodniczka      | Wielobój indywidualnie | Wielobój indywidualnie | Ćwiczenia wolne | Ćwiczenia wolne | Ćwiczenia na poręczach | Ćwiczenia na poręczach | Ćwiczenia na równoważni | Ćwiczenia na równoważni | Skoki  | Skoki   | Wielobój drużynowy | Wielobój drużynowy |
| Zawodniczka      | Wynik                  | Pozycja                | Wynik           | Pozycja         | Wynik                  | Pozycja                | Wynik                   | Pozycja                 | Wynik  | Pozycja | Wynik              | Pozycja            |
| ---------------- | ---------------------- | ---------------------- | --------------- | --------------- | ---------------------- | ---------------------- | ----------------------- | ----------------------- | ------ | ------- | ------------------ | ------------------ |
| Georgia Bonora   |                        |                        |                 |                 | 13,100                 | 47.                    | 13,066                  | 43.                     |        |         | 166,721            | 10.                |
| Ashleigh Brennan | 55,332                 | 20.                    | 14,200          | 16.             | 13,266                 | 47.                    | 13,066                  | 43.                     | 13,700 | 53.     | 166,721            | 10.                |
| Emily Little     | 55,765                 | 15.                    | 12,666          | 65.             | 13,433                 | 40.                    | 13,633                  | 33.                     | 14,766 | 20.     | 166,721            | 10.                |
| Larrissa Miller  |                        |                        | 13,466          | 42.             | 14,025                 | 29.                    |                         |                         |        |         | 166,721            | 10.                |
| Lauren Mitchell  |                        |                        | 14,833          | 5.              |                        |                        | 14,300                  | 20.                     |        |         | 166,721            | 10.                |

#### Skoki na trampolinie
Mężczyźni
| Zawodnik     | Konkurencja   | Kwalifikacje | Kwalifikacje | Finał           | Finał           |
| Zawodnik     | Konkurencja   | Punkty       | Miejsce      | Punkty          | Miejsce         |
| ------------ | ------------- | ------------ | ------------ | --------------- | --------------- |
| Blake Gaudry | Indywidualnie | 84,255       | 13.          | → Nie awansował | → Nie awansował |

### Hokej na trawie
Mężczyźni
Reprezentacja Australii brała udział w rozgrywkach grupy A turnieju olimpijskiego zajmując w niej pierwsze miejsce i awansując do półfinału. W półfinale przegrali z reprezentacją Niemiec. W meczu o brązowy medal pokonali drużynę Wielkiej Brytanii zdobywając brązowy medal.
Skład kadry:
| - Des Abbott - Nathan Burgers - Matthew Butturini - Joel Carroll - Chris Ciriello - Tim Deavin - Jamie Dwyer - Matt Gohdes |  | - Kieran Govers - Fergus Kavanagh - Mark Knowles - Eddie Ockenden - Simon Orchard - Matthew Swann - Glenn Turner - Liam de Young |

Grupa A
| Drużyna           | M | W | R | P | G+ | G- | G=  | Pkt |
| ----------------- | - | - | - | - | -- | -- | --- | --- |
| Australia         | 5 | 3 | 2 | 0 | 23 | 5  | 18  | 11  |
| Wielka Brytania   | 5 | 2 | 3 | 0 | 14 | 8  | 6   | 9   |
| Hiszpania         | 5 | 2 | 2 | 1 | 7  | 9  | -2  | 8   |
| Pakistan          | 5 | 2 | 2 | 1 | 9  | 9  | 0   | 7   |
| Argentyna         | 5 | 1 | 1 | 3 | 10 | 14 | -4  | 4   |
| Południowa Afryka | 5 | 0 | 1 | 4 | 11 | 22 | -11 | 1   |

#### Rozgrywki grupowe
30 lipca 2012
| Australia | 6:0 | Południowa Afryka |

1 sierpnia 2012
| Hiszpania | 0:5 | Australia |

3 sierpnia 2012
| Argentyna | 2:2 | Australia |

5 sierpnia 2012
| Wielka Brytania | 3:3 | Australia |

7 sierpnia 2012
| Australia | 7:0 | Pakistan |

#### Półfinał
| 9 sierpnia 201215:30 WET | Australia                                      | 2:4 | Niemcy                                                                        |  |
| 9 sierpnia 201215:30 WET | Kieran Govers 21' Glenn Turner 41'             | 2:4 | 26' Moritz Fürste 53' Matthias Witthaus 58' (kar.) Timo Weß 62' Florian Fuchs |  |
| 9 sierpnia 201215:30 WET | 27' Maximilian Müller · 51' Christopher Zeller | 2:4 |                                                                               |  |

#### Mecz o 3. miejsce
| 11 sierpnia 201215:30 WET | Australia                                                  | 3:1 | Wielka Brytania        |  |
| 11 sierpnia 201215:30 WET | Simon Orchard 16' Jamie Dwyer 47' (kar.) Kieran Govers 56' | 3:1 | 28' (kar.) Iain Lewers |  |
| 11 sierpnia 201215:30 WET | 43' Alastair Wilson                                        | 3:1 |                        |  |

Kobiety
Reprezentacja Australii brała udział w rozgrywkach grup B turnieju olimpijskiego zajmując w niej trzecie miejsce. W meczu o piąte miejsce pokonała zespół Chin 2:0 zajmując ostatecznie 5. miejsce.
| - Teneal Attard - Madonna Blyth - Fiona Boyce - Jade Close - Toni Cronk - Casey Eastham - Anna Flanagan - Kate Jenner |  | - Kobie McGurk - Hope Munro - Georgia Nanscawen - Ashleigh Nelson - Megan Rivers - Jodie Schulz - Emily Smith - Jayde Taylor |

Grupa B
| Drużyna           | M | W | R | P | G+ | G- | G= | Pkt |
| ----------------- | - | - | - | - | -- | -- | -- | --- |
| Argentyna         | 5 | 3 | 1 | 1 | 12 | 4  | 8  | 10  |
| Nowa Zelandia     | 5 | 3 | 1 | 1 | 9  | 5  | 4  | 10  |
| Australia         | 5 | 3 | 1 | 1 | 5  | 2  | 3  | 10  |
| Niemcy            | 5 | 2 | 1 | 2 | 6  | 7  | -1 | 7   |
| Południowa Afryka | 5 | 1 | 0 | 4 | 9  | 14 | -5 | 3   |
| Stany Zjednoczone | 5 | 1 | 0 | 4 | 4  | 13 | -9 | 3   |

#### Rozgrywki grupowe
29 lipca 2012
| Nowa Zelandia | 1:0 | Australia |

31 lipca 2012
| Niemcy | 1:3 | Australia |

2 sierpnia 2012
| Australia | 1:0 | Stany Zjednoczone |

4 sierpnia 2012
| Australia | 1:0 | Południowa Afryka |

6 sierpnia 2012
| Argentyna | 0:0 | Australia |

#### Mecz o 5. miejsce
| 10 sierpnia 201211:30 WET | Chiny                                  | 0:2 | Australia             |  |
| 10 sierpnia 201211:30 WET | 40' (kar.) Jodie Schulz 59' Jade Close | 0:2 |                       |  |
| 10 sierpnia 201211:30 WET | Ma Wei 24'                             | 0:2 | 52' Georgia Nanscawen |  |

### Jeździectwo

#### Skoki przez przeszkody
| Zawodnik                                                                     | Koń                   | Konkurencja   | Kwalifikacje | Kwalifikacje | Kwalifikacje    | Kwalifikacje    | Kwalifikacje    | Kwalifikacje    | Kwalifikacje    | Kwalifikacje    | Finał            | Finał            | Finał            | Finał            | Finał            | Razem | Razem   |
| Zawodnik                                                                     | Koń                   | Konkurencja   | Runda 1      | Runda 1      | Runda 2         | Runda 2         | Runda 2         | Runda 3         | Runda 3         | Runda 3         | Runda A          | Runda A          | Runda B          | Runda B          | Runda B          | Razem | Razem   |
| Zawodnik                                                                     | Koń                   | Konkurencja   | Kary         | Miejsce      | Kary            | Łącznie         | Miejsce         | Kary            | Łącznie         | Miejsce         | Kary             | Miejsce          | Kary             | Łącznie          | Miejsce          | Kary  | Miejsce |
| ---------------------------------------------------------------------------- | --------------------- | ------------- | ------------ | ------------ | --------------- | --------------- | --------------- | --------------- | --------------- | --------------- | ---------------- | ---------------- | ---------------- | ---------------- | ---------------- | ----- | ------- |
| Julia Hargreaves                                                             | Vedor                 | indywidualnie | 0            | 1.           | 8               | 8               | 31.             | 5               | 13              | 31.             | 17               | 35.              | → Nie awansowała | → Nie awansowała | → Nie awansowała | 17    | 35.     |
| James Paterson-Robinson                                                      | Lanosso               | indywidualnie | 4.           | 42           | 4               | 8               | 31.             | 13              | 21              | 41.             | → Nie awansował  | → Nie awansował  | → Nie awansował  | → Nie awansował  | → Nie awansował  | 21    | 41.     |
| Edwina Tops-Alexander                                                        | Cevo Itot du Chateau  | indywidualnie | 0            | 1.           | 0               | 0               | 1.              | 4               | 4               | 4.              | 4                | 11.              | 9                | 13               | 20.              | 13    | 20.     |
| Matt Williams                                                                | Watch Me VD Mangelaar | indywidualnie | 42           | 72.          | → Wyeliminowany | → Wyeliminowany | → Wyeliminowany | → Wyeliminowany | → Wyeliminowany | → Wyeliminowany | → Wyeliminowany  | → Wyeliminowany  | → Wyeliminowany  | → Wyeliminowany  | → Wyeliminowany  | 42    | 72.     |
| Julia Hargreaves James Paterson-Robinson Edwina Tops-Alexander Matt Williams | Patrz wyżej           | drużynowo     | 4            | 10.          | 8               | 12              | 10.             |                 |                 |                 | → Nie awansowali | → Nie awansowali |                  |                  |                  | 12    | 10.     |

#### Ujeżdżenie
| Zawodnik                               | Koń         | Konkurencja   | Runda 1 | Runda 1 | Runda 2          | Runda 2          | Runda 2          | Runda 2          | Finał            | Finał            | Finał         | Finał   |
| Zawodnik                               | Koń         | Konkurencja   | Punkty  | Miejsce | Punkty           | Miejsce          | Razem punktów    | Miejsce          | Punkty           | Miejsce          | Razem punktów | Miejsce |
| -------------------------------------- | ----------- | ------------- | ------- | ------- | ---------------- | ---------------- | ---------------- | ---------------- | ---------------- | ---------------- | ------------- | ------- |
| Mary Hanna                             | Sancette    | indywidualnie | 67,964  | 43.     | → Nie awansowała | → Nie awansowała | → Nie awansowała | → Nie awansowała | → Nie awansowała | → Nie awansowała | 67,964        | 43.     |
| Kristy Oatley                          | Clive       | indywidualnie | 68,222  | 42.     | → Nie awansowała | → Nie awansowała | → Nie awansowała | → Nie awansowała | → Nie awansowała | → Nie awansowała | 68,222        | 43.     |
| Lyndal Oatley                          | Sandro Boy  | indywidualnie | 69,377  | 37.     | → Nie awansowała | → Nie awansowała | → Nie awansowała | → Nie awansowała | → Nie awansowała | → Nie awansowała | 69,377        | 37.     |
| Mary Hanna Kristy Oatley Lyndal Oatley | Patrz wyżej | drużynowo     | 68,521  | 9.      |                  |                  |                  |                  | → Nie awansowali | → Nie awansowali | 68,521        | 9.      |

#### WKKW
| Zawodnik                                                                 | Koń                   | Konkurencja   | Ujeżdżenie | Ujeżdżenie | Cross-country   | Cross-country   | Skoki           | Skoki           | Skoki            | Skoki            | Łącznie         | Łącznie         |
| Zawodnik                                                                 | Koń                   | Konkurencja   | Ujeżdżenie | Ujeżdżenie | Cross-country   | Cross-country   | Kwalifikacje    | Kwalifikacje    | Finał            | Finał            | Łącznie         | Łącznie         |
| Zawodnik                                                                 | Koń                   | Konkurencja   | Kary       | Miejsce    | Kary            | Miejsce         | Kary            | Miejsce         | Kary             | Miejsce          | Kary            | Miejsce         |
| ------------------------------------------------------------------------ | --------------------- | ------------- | ---------- | ---------- | --------------- | --------------- | --------------- | --------------- | ---------------- | ---------------- | --------------- | --------------- |
| Chris Burton                                                             | Holstein Park Leilani | indywidualnie | 46,10      | 24.        | 0,00            | 10.             | 4,00            | 9.              | 12,00            | 16.              | 62,10           | 16.             |
| Clayton Fredericks                                                       | Bendigo               | indywidualnie | 40,40      | 10.        | → Wyeliminowany | → Wyeliminowany | → Wyeliminowany | → Wyeliminowany | → Wyeliminowany  | → Wyeliminowany  | → Wyeliminowany | → Wyeliminowany |
| Lucinda Fredericks                                                       | Flying Finish         | indywidualnie | 40,00      | 7.         | 38,00           | 43.             | 1,00            | 35.             | → Nie awansowała | → Nie awansowała | 79,00           | 35.             |
| Andrew Hoy                                                               | Rutherglen            | indywidualnie | 41,70      | 13.        | 7,60            | 15.             | 8,00            | 22.             | 0,00             | 13.              | 57,30           | 13.             |
| Sam Griffiths                                                            | Happy Times           | indywidualnie | 45,40      | 23.        | → Wyeliminowany | → Wyeliminowany | → Wyeliminowany | → Wyeliminowany | → Wyeliminowany  | → Wyeliminowany  | → Wyeliminowany | → Wyeliminowany |
| Chris Burton Clayton Fredericks Lucinda Fredericks Andrew Hoy Shane Rose | Patrz wyżej           | drużynowo     | 122,10     | 2.         | 51,30           | 6.              |                 |                 | 13               | 6.               | 186,40          | 6.              |

### Judo
Mężczyźni
| Zawodnik         | Konkurencja | 1/32                        | 1/16                                | 1/8                             | Ćwierćfinał                | Półfinał         | Pierwsza runda repasaży   | Druga runda repasaży | Finał            | Finał   |
| Zawodnik         | Konkurencja | Przeciwnik Wynik            | Przeciwnik Wynik                    | Przeciwnik Wynik                | Przeciwnik Wynik           | Przeciwnik Wynik | Przeciwnik Wynik          | Przeciwnik Wynik     | Przeciwnik Wynik | Pozycja |
| ---------------- | ----------- | --------------------------- | ----------------------------------- | ------------------------------- | -------------------------- | ---------------- | ------------------------- | -------------------- | ---------------- | ------- |
| Arnie Dickens    | - 60 kg     | Betkil Szukwani P 0000-0103 | → Nie awansował                     | → Nie awansował                 | → Nie awansował            | → Nie awansował  | → Nie awansował           | → Nie awansował      | → Nie awansował  | 33.     |
| Ivo Dos Santos   | - 66 kg     |                             | Colin Oates P 0002-0002             | → Nie awansował                 | → Nie awansował            | → Nie awansował  | → Nie awansował           | → Nie awansował      | → Nie awansował  | 17.     |
| Mark Antony      | - 90 kg     |                             |                                     | Wariam Liparteliani W 0101-0020 | Asley González P 0002-0010 | → Nie awansował  | Ilias Iliadis P 0000-1000 | → Nie awansował      | → Nie awansował  | 7.      |
| Daniel Kelly     | - 100 kg    |                             | Artem Błoszenko P 0003-0100         | → Nie awansował                 | → Nie awansował            | → Nie awansował  | → Nie awansował           | → Nie awansował      | → Nie awansował  | 17.     |
| Jake Andrewartha | +100 kg     |                             | Christopher Sherrington P 0000-1000 | → Nie awansował                 | → Nie awansował            | → Nie awansował  | → Nie awansował           | → Nie awansował      | → Nie awansował  | 17.     |

Kobiety
| Zawodniczka | Konkurencja | 1/16                | 1/8                       | Ćwierćfinał         | Półfinał            | Pierwsza runda repasaży | Ćwierćfinał repasaży | Półfinał repasaży   | Finał               | Finał   |
| Zawodniczka | Konkurencja | Przeciwniczka Wynik | Przeciwniczka Wynik       | Przeciwniczka Wynik | Przeciwniczka Wynik | Przeciwniczka Wynik     | Przeciwniczka Wynik  | Przeciwniczka Wynik | Przeciwniczka Wynik | Pozycja |
| ----------- | ----------- | ------------------- | ------------------------- | ------------------- | ------------------- | ----------------------- | -------------------- | ------------------- | ------------------- | ------- |
| Carli Renzi | - 57 kg     |                     | Automne Pavia P 0003-0151 | → Nie awansowała    | → Nie awansowała    | → Nie awansowała        | → Nie awansowała     | → Nie awansowała    | → Nie awansowała    | 9.      |

### Kajakarstwo

#### Kajakarstwo górskie
Mężczyźni
| Zawodnik                  | Konkurencja | Preeliminacje | Preeliminacje | Preeliminacje | Preeliminacje | Preeliminacje | Preeliminacje | Półfinał        | Półfinał        | Finał            | Finał            | Łącznie | Miejsce |
| Zawodnik                  | Konkurencja | Zjazd 1       | Miejsce       | Zjazd 2       | Miejsce       | Łącznie       | Miejsce       | Czas            | Miejsce         | Czas             | Miejsce          | Łącznie | Miejsce |
| ------------------------- | ----------- | ------------- | ------------- | ------------- | ------------- | ------------- | ------------- | --------------- | --------------- | ---------------- | ---------------- | ------- | ------- |
| Warwick Draper            | K-1         | 95,20         | 16.           | 95,08         | 16.           | 95,08         | 18.           | → Nie awansował | → Nie awansował | → Nie awansował  | → Nie awansował  | 95,08   | 18.     |
| Kynan Maley               | C-1         | 96,07         | 6.            | 96,68         | 9.            | 96,07         | 12.           | 105,49          | 8.              | 107,88           | 6.               | 107,88  | 6.      |
| Kynan Maley Robin Jeffery | C-2         | 113,96        | 13.           | 107,47        | 7.            | 107,47        | 10.           | 162,14          | 10.             | → Nie awansowali | → Nie awansowali | 162,14  | 10.     |

Kobiety
| Zawodniczka | Konkurencja | Preeliminacje | Preeliminacje | Preeliminacje | Preeliminacje | Preeliminacje | Preeliminacje | Półfinał | Półfinał | Finał  | Finał   | Łącznie | Miejsce |
| Zawodniczka | Konkurencja | Zjazd 1       | Miejsce       | Zjazd 2       | Miejsce       | Łącznie       | Miejsce       | Czas     | Miejsce  | Czas   | Miejsce | Łącznie | Miejsce |
| ----------- | ----------- | ------------- | ------------- | ------------- | ------------- | ------------- | ------------- | -------- | -------- | ------ | ------- | ------- | ------- |
| Jessica Fox | K-1         | 165,36        | 18.           | 100,33        | 2.            | 100,33        | 4.            | 112,63   | 8.       | 106,51 | 2.      | 106,51  | srebro  |

#### Kajakarstwo klasyczne
Mężczyźni
| Zawodnik                                         | Konkurencja | Eliminacje | Eliminacje | Półfinał        | Półfinał        | Finał           | Finał   |
| Zawodnik                                         | Konkurencja | Czas       | Miejsce    | Czas            | Miejsce         | Czas            | Miejsce |
| ------------------------------------------------ | ----------- | ---------- | ---------- | --------------- | --------------- | --------------- | ------- |
| Murray Stewart                                   | K-1 200 m   | 37,202     | 6.         | → Nie awansował | → Nie awansował | → Nie awansował | 17.     |
| Murray Stewart                                   | K-1 1000 m  | 3:32,768   | 6.         | 3:32,975        | 6.              | 3:40,834        | 16.     |
| Stephen Bird Jesse Phillips                      | K-2 200 m   | 34,120     | 4.         | 34,071          | 4.              | 35,315          | 6.      |
| Dave Smith Ken Wallace                           | K-2 1000 m  | 3;19,073   | 2.         | 3:13,239        | 2.              | 3:11,456        | 4.      |
| Jacob Clear Dave Smith Tate Smith Murray Stewart | K-4 1000 m  | 2:59,789   | 3.         | 2:52,505        | 1.              | 2:55,085        | złoto   |
| Sebastian Marczak                                | C-1 200 m   | 42,845     | 6.         | 43,441          | 6.              | → Nie awansował | 18.     |
| Jake Donaghey                                    | C-1 1000 m  | 4:21,928   | 4.         | 4:26,202        | 6.              | 4:22,005        | 12.     |
| Jake Donaghey Alexander Haas                     | C-2 1000 m  | 3:52,589   | 6.         | 3:52,018        | 5.              | 3:50,782        | 11.     |

Kobiety
| Zawodniczka                                                 | Konkurencja | Eliminacje | Eliminacje | Półfinał | Półfinał | Finał           | Finał   |
| Zawodniczka                                                 | Konkurencja | Czas       | Miejsce    | Czas     | Miejsce  | Czas            | Miejsce |
| ----------------------------------------------------------- | ----------- | ---------- | ---------- | -------- | -------- | --------------- | ------- |
| Alana Nicholls                                              | K-1 200 m   | 42,453     | 2.         | 41,595   | 4.       | 45,819          | 16.     |
| Alana Nicholls                                              | K-1 500 m   | 1:53,823   | 2.         | 1:52,224 | 5.       | 1:59,033        | 16.     |
| Naomi Flood Lyndsie Fogarty                                 | K-2 500 m   | 1:46,554   | 4.         | 1:45,372 | 7.       | 1:47,650        | 12.     |
| Jo Brigden-Jones Hannah Davis Lyndsie Fogarty Rachel Lovell | K-4 500 m   | 1:41,794   | 6.         | 1:33,671 | 6.       | →Nie awansowały | 9.      |

### Kolarstwo

#### Kolarstwo BMX
Mężczyźni
| Zawodnik       | Konkurencja | Eliminacje | Eliminacje | Ćwierćfinał | Ćwierćfinał | Półfinał        | Półfinał        | Finał           | Finał           |
| Zawodnik       | Konkurencja | Wynik      | Miejsce    | Wynik       | Miejsce     | Wynik           | Miejsce         | Wynik           | Miejsce         |
| -------------- | ----------- | ---------- | ---------- | ----------- | ----------- | --------------- | --------------- | --------------- | --------------- |
| Sam Willoughby | BMX         | 38,496     | 6.         | 16          | 9.          | 5               | 1.              | 37,929          | srebro          |
| Brian Kirkham  | BMX         | 39,610     | 22.        | 25          | 25.         | → Nie awansował | → Nie awansował | → Nie awansował | → Nie awansował |
| Khalen Young   | BMX         | 39,304     | 17.        | 19          | 13.         | 25              | 15.             | → Nie awansował | → Nie awansował |

Kobiety
| Zawodniczka       | Konkurencja | Eliminacje | Eliminacje | Półfinał | Półfinał | Finał            | Finał            |
| Zawodniczka       | Konkurencja | Wynik      | Miejsce    | Wynik    | Miejsce  | Wynik            | Miejsce          |
| ----------------- | ----------- | ---------- | ---------- | -------- | -------- | ---------------- | ---------------- |
| Caroline Buchanan | BMX         | 38,434     | 1.         | 4        | 2.       | 38,903           | 5.               |
| Lauren Reynolds   | BMX         | 40,045     | 9.         | 19       | 15.      | → Nie awansowała | → Nie awansowała |

#### Kolarstwo górskie
Mężczyźni
| Zawodnik         | Konkurencja          | Czas    | Miejsce |
| ---------------- | -------------------- | ------- | ------- |
| Daniel McConnell | Wyścig cross-country | 1:33;22 | 21.     |

Kobiety
| Zawodniczka       | Konkurencja          | Czas    | Miejsce |
| ----------------- | -------------------- | ------- | ------- |
| Rebecca Henderson | Wyścig cross-country | 1:41:35 | 25.     |

#### Kolarstwo szosowe
Australijczycy wywalczyli pięć kwalifikacji dla kraju w kolarstwie szosowym w wyścigu ze startu wspólnego i dwie w jeździe indywidualnej na czas.
Mężczyźni
| Zawodnik       | Konkurencja                | Czas     | Miejsce |
| -------------- | -------------------------- | -------- | ------- |
| Cadel Evans    | Wyścig ze startu wspólnego | 5:46:37  | 80.     |
| Matthew Goss   | Wyścig ze startu wspólnego | 5:46:37  | 85.     |
| Simon Gerrans  | Wyścig ze startu wspólnego | 5:46:37  | 83.     |
| Stuart O’Grady | Wyścig ze startu wspólnego | 5:46:05  | 6.      |
| Michael Rogers | Wyścig ze startu wspólnego | 5:46:37  | 91.     |
| Michael Rogers | Jazda indywidualna na czas | 52:51,39 | 6.      |

Kobiety
| Zawodniczka   | Konkurencja                | Czas                     | Miejsce                  |
| ------------- | -------------------------- | ------------------------ | ------------------------ |
| Shara Gillow  | Wyścig ze startu wspólnego | 3:37:22                  | 39.                      |
| Shara Gillow  | Jazda indywidualna na czas | 45:25,23                 | 13.                      |
| Chloe Hosking | Wyścig ze startu wspólnego | Przekroczyła limit czasu | Przekroczyła limit czasu |
| Amanda Spratt | Wyścig ze startu wspólnego | Przekroczyła limit czasu | Przekroczyła limit czasu |

#### Kolarstwo torowe
Mężczyźni
| Zawodnik                                        | Konkurencja      | Kwalifikacje    | Runda 1                 | Runda 2                    | Ćwierćfinały         | Półfinały       | Finał                  | Finał   |
| Zawodnik                                        | Konkurencja      | Przeciwnik Czas | Przeciwnik Czas         | Przeciwnik Czas            | Przeciwnik Czas      | Przeciwnik Czas | Przeciwnik Czas        | Pozycja |
| ----------------------------------------------- | ---------------- | --------------- | ----------------------- | -------------------------- | -------------------- | --------------- | ---------------------- | ------- |
| Shane Perkins                                   | Sprint           | 9,987           | Hodei Mazquiarán 10,722 | Bernard Esterhuizen 10,978 | Jimmy Watkins 10,520 | Grégory Baugé   | Njisane Phillip 10,297 | brąz    |
| Matthew Glaetzer Shane Perkins Scott Sunderland | Sprint drużynowy | 43,377          |                         |                            |                      | Chiny · 43,261  | Niemcy · 43,355        | 4.      |

| Zawodnicy                                                              | Konkurencja                     | Kwalifikacje | Kwalifikacje | Półfinał         | Półfinał | Finał            | Finał   |
| Zawodnicy                                                              | Konkurencja                     | Czas         | Miejsce      | Przeciwnik Wynik | Miejsce  | Przeciwnik Wynik | Miejsce |
| ---------------------------------------------------------------------- | ------------------------------- | ------------ | ------------ | ---------------- | -------- | ---------------- | ------- |
| Jack Bobridge Rohan Dennis Alex Edmondson Michael Hepburn Glenn O’Shea | Wyścig drużynowy na dochodzenie | 3:55,694     | 2.           | 3:54,317         | 2.       | 3:54,581         | srebro  |

| Zawodnik      | Konkurencja | Runda 1 | Repesaż | Runda 2 | Finał   |
| Zawodnik      | Konkurencja | Pozycja | Pozycja | Pozycja | Pozycja |
| ------------- | ----------- | ------- | ------- | ------- | ------- |
| Shane Perkins | Keirin      | 5.      | 3.      | 3.      | 5.      |

| Zawodnik     | Konkurencja | Start lotny | Start lotny | Wyścig punktowy | Wyścig punktowy | Wyścig eliminacyjny | Wyścig na dochodzenie | Wyścig na dochodzenie | Scratch | Wyścig na 1000 m | Wyścig na 1000 m | Suma punktów | Miejsce |
| Zawodnik     | Konkurencja | Czas        | Miejsce     | Punkty          | Miejsce         | Miejsce             | Wynik                 | Miejsce               | Miejsce | Czas             | Miejsce          | Suma punktów | Miejsce |
| ------------ | ----------- | ----------- | ----------- | --------------- | --------------- | ------------------- | --------------------- | --------------------- | ------- | ---------------- | ---------------- | ------------ | ------- |
| Glenn O’Shea | Omnium      | 13,222      | 3.          | 25              | 8.              | 3.                  | 4:24.811              | 3.                    | 14.     | 1:02.513         | 3.               | 34           | 5.      |

Kobiety
| Zawodniczka                  | Konkurencja      | Kwalifikacje       | Runda 1             | Runda 2                 | Ćwierćfinały         | Półfinały          | Finał                     | Finał   |
| Zawodniczka                  | Konkurencja      | Przeciwniczka Czas | Przeciwniczka Czas  | Przeciwniczka Czas      | Przeciwniczka Czas   | Przeciwniczka Czas | Przeciwniczka Czas        | Pozycja |
| ---------------------------- | ---------------- | ------------------ | ------------------- | ----------------------- | -------------------- | ------------------ | ------------------------- | ------- |
| Anna Meares                  | Sprint           | 10,805             | Kayono Maeda 11,800 | Monique Sullivan 11,566 | Lubow Szulika 11,465 | Guo Shuang 11,284  | Victoria Pendleton 11,348 | złoto   |
| Anna Meares Kaarle McCulloch | Sprint drużynowy | 32,825             |                     |                         |                      | Holandia · 32,806  | Ukraina · 32,727          | brąz    |

| Zawodniczki                                            | Konkurencja                     | Kwalifikacje | Kwalifikacje | Półfinał            | Półfinał | Finał               | Finał   |
| Zawodniczki                                            | Konkurencja                     | Czas         | Miejsce      | Przeciwniczki Wynik | Miejsce  | Przeciwniczki Wynik | Miejsce |
| ------------------------------------------------------ | ------------------------------- | ------------ | ------------ | ------------------- | -------- | ------------------- | ------- |
| Amy Cure Annette Edmondson Melissa Hoskins Josie Tomic | Wyścig drużynowy na dochodzenie | 3:19,917     | 3.           | 3:16,935            | 3.       | 3:18,096            | 4.      |

| Zawodniczka | Konkurencja | Runda 1 | Repesaż | Runda 2 | Finał   |
| Zawodniczka | Konkurencja | Pozycja | Pozycja | Pozycja | Pozycja |
| ----------- | ----------- | ------- | ------- | ------- | ------- |
| Anna Meares | Keirin      | 2.      |         | 1.      | 5.      |

| Zawodniczka       | Konkurencja | Start lotny | Start lotny | Wyścig punktowy | Wyścig punktowy | Wyścig eliminacyjny | Wyścig na dochodzenie | Wyścig na dochodzenie | Scratch | Wyścig na 500 m | Wyścig na 500 m | Suma punktów | Miejsce |
| Zawodniczka       | Konkurencja | Czas        | Miejsce     | Punkty          | Miejsce         | Miejsce             | Wynik                 | Miejsce               | Miejsce | Czas            | Miejsce         | Suma punktów | Miejsce |
| ----------------- | ----------- | ----------- | ----------- | --------------- | --------------- | ------------------- | --------------------- | --------------------- | ------- | --------------- | --------------- | ------------ | ------- |
| Annette Edmondson | Omnium      | 14,261      | 3.          | 10              | 11.             | 3.                  | 3:35,958              | 4.                    | 1.      | 35,140          | 2.              | 24           | brąz    |

### Koszykówka
- Reprezentacja mężczyzn[40]

Reprezentacja Australii brała udział w rozgrywkach grupy B turnieju olimpijskiego zajmując w niej czwarte miejsce i awansując do ćwierćfinału. W ćwierćfinale uległa reprezentacji USA zajmując ostatecznie w turnieju 7. miejsce
| - Peter Crawford - Patrick Mills - Adam Gibson - Joe Ingles - Brad Newley - Matt Dellavedova |  | - David Barlow - Mark Worthington - Aron Baynes - David Andersen - Matt Nielsen - Aleks Marić |

Grupa B
| Drużyna         | M | W | P | Kosze+ | Kosze- | Kosze= | Pkt |
| --------------- | - | - | - | ------ | ------ | ------ | --- |
| Rosja           | 5 | 5 | 0 | 403    | 359    | 44     | 10  |
| Brazylia        | 5 | 4 | 1 | 402    | 349    | 53     | 9   |
| Hiszpania       | 5 | 3 | 2 | 414    | 394    | 20     | 8   |
| Australia       | 5 | 2 | 3 | 410    | 376    | 34     | 7   |
| Wielka Brytania | 5 | 1 | 4 | 380    | 439    | -59    | 6   |
| Chiny           | 5 | 0 | 5 | 313    | 405    | -92    | 5   |

#### Rozgrywki grupowe
| 29 lipca 201212:15 | Brazylia                                                                     | 75:71(19:20, 17:15, 20:14, 19:22) | Australia                                                 | Basketball Arena, Londyn Sędzia: * Guerrino Cerebuch - William Kennedy - Christos Christodoulou |
| 29 lipca 201212:15 | Pkt:Leandro Barbosa 16 Zb:Varejão, Hilário, Splitter 7 As:Marcelo Huertas 10 | 75:71(19:20, 17:15, 20:14, 19:22) | Pkt:Patrick Mills Zb:David Andersen 8 As:Mills, Nielsen 4 | Basketball Arena, Londyn Sędzia: * Guerrino Cerebuch - William Kennedy - Christos Christodoulou |

| 31 lipca 201212:15 | Australia                                                      | 70:82(19:14, 13:23, 10:26, 28:19) | Hiszpania                                                               | Basketball Arena, Londyn Sędzia: * Carl Jungebrand - Borys Ryschyk - José Carrion |
| 31 lipca 201212:15 | Pkt:Joe Ingles 12 Zb:David Andersen 7 As:Matthew Dellavedova 4 | 70:82(19:14, 13:23, 10:26, 28:19) | Pkt:Pau Gasol 20 Zb:Felipe Reyes 12 As:Fernández, Rodríguez, Calderón 3 | Basketball Arena, Londyn Sędzia: * Carl Jungebrand - Borys Ryschyk - José Carrion |

| 2 sierpnia 201212:15 | Australia                                                  | 81:61(21:22, 28:11, 12:19, 20:9) | Chiny                                                        | Basketball Arena, Londyn Sędzia: * Recep Ankaralı - Pablo Estévez - Stephen Seibel |
| 2 sierpnia 201212:15 | Pkt:Patrick Mills 20 Zb:Mark Worthington 8 As:Joe Ingles 7 | 81:61(21:22, 28:11, 12:19, 20:9) | Pkt:Wang Shipeng 21 Zb:Jianlian, Zhizhi 12 As:Wang Shipeng 3 | Basketball Arena, Londyn Sędzia: * Recep Ankaralı - Pablo Estévez - Stephen Seibel |

| 4 sierpnia 201221:00 | Wielka Brytania                                               | 75:106(25:18, 21:18, 14:30, 15:40) | Australia                                                 | Basketball Arena, Londyn Sędzia: * Juan Arteaga - José Carrion - Robert Lottermoser |
| 4 sierpnia 201221:00 | Pkt:Joel Freeland 16 Zb:Joel Freeland 7 As:Robert Archibald 4 | 75:106(25:18, 21:18, 14:30, 15:40) | Pkt:Patrick Mills 39 Zb:Brad Newley 8 As:Ingles, Newley 4 | Basketball Arena, Londyn Sędzia: * Juan Arteaga - José Carrion - Robert Lottermoser |

| 6 sierpnia 201210:00 | Australia                                                           | 82:83(29:20, 17:25, 23:19, 13:19) | Rosja                                                             | Basketball Arena, Londyn Sędzia: * Carl Jungebrand - Luigi Lamonica - Samir Abaakil |
| 6 sierpnia 201210:00 | Pkt:Joe Ingles 20 Zb:Matthew Dellavedova 6 As:Matthew Dellavedova 7 | 82:83(29:20, 17:25, 23:19, 13:19) | Pkt:Saša Kaun 18 Zb:Kaun, Kirilenko, Szwied 6 As:Wiktor Chriapa 8 | Basketball Arena, Londyn Sędzia: * Carl Jungebrand - Luigi Lamonica - Samir Abaakil |

#### Ćwierćfinał
| 8 sierpnia 201223:15 | Stany Zjednoczone                                        | 119:86(28:21, 28:21, 28:28, 35:16) | Australia                                            | The O2 Arena, Londyn Sędzia: * Luigi Lamonica - Fernando Sampietro - Samir Abaakil |
| 8 sierpnia 201223:15 | Pkt:Kobe Bryant 20 Zb:Lebron James 14 As:Lebron James 11 | 119:86(28:21, 28:21, 28:28, 35:16) | Pkt:Patrick Mills 26 Zb:Joe Ingles 8 As:Joe Ingles 6 | The O2 Arena, Londyn Sędzia: * Luigi Lamonica - Fernando Sampietro - Samir Abaakil |

- Reprezentacja kobiet[40]

Reprezentacja Australii brała udział w rozgrywkach grupy B turnieju olimpijskiego zajmując w niej drugie miejsce i awansując do ćwierćfinału. W ćwierćfinale pokonała drużynę Chin i awansowała do półfinału. W półfinale spotkała się z reprezentacją USA przegrywając 73:86. W meczu o brązowy medal reprezentacja Australii pokonała zespół Rosji zdobywając brązowy medal.
| - Jenna O’Hea - Samantha Richards - Jenni Screen - Abby Bishop - Suzy Batkovic-Brown - Kathleen MacLeod |  | - Kristi Harrower - Laura Hodges - Belinda Snell - Rachel Jarry - Elizabeth Cambage - Lauren Jackson |

Grupa B
| Drużyna         | M | W | P | Kosze+ | Kosze- | Kosze= | Pkt |
| --------------- | - | - | - | ------ | ------ | ------ | --- |
| Francja         | 5 | 5 | 0 | 356    | 319    | 37     | 10  |
| Australia       | 5 | 4 | 1 | 353    | 322    | 31     | 9   |
| Rosja           | 5 | 3 | 2 | 314    | 308    | 6      | 8   |
| Kanada          | 5 | 2 | 3 | 328    | 332    | -4     | 7   |
| Brazylia        | 5 | 1 | 4 | 329    | 354    | -25    | 6   |
| Wielka Brytania | 5 | 0 | 5 | 327    | 376    | -49    | 5   |

#### Rozgrywki grupowe
| 28 lipca 201223:15 | Australia                                                             | 74:58(16:11, 23:15, 18:16, 17:16) | Wielka Brytania                                                                                    | Basketball Arena, Londyn |
| 28 lipca 201223:15 | Pkt:Lauren Jackson 18 Zb:Suzy Batkovic-Brown 7 As:Samantha Richards 4 | 74:58(16:11, 23:15, 18:16, 17:16) | Pkt:Rachael Vanderwal, Johannah Leedham 11 Zb:Julie Page 7 As:Natalie Stafford, Johannah Leedham 3 | Basketball Arena, Londyn |

| 30 lipca 201215:30 | Francja                                                                        | 74:70 (pd.)(11:14, 17:13, 24:24, 13:14, dogr. 9:5) | Australia                                                             | Basketball Arena, Londyn |
| 30 lipca 201215:30 | Pkt:Émilie Gomis 22 Zb:Isabelle Yacoubou 7 As:Clémence Beikes, Céline Dumerc 2 | 74:70 (pd.)(11:14, 17:13, 24:24, 13:14, dogr. 9:5) | Pkt:Suzy Batkovic-Brown 17 Zb:Suzy Batkovic-Brown 10 As:Jenna O’Hea 5 | Basketball Arena, Londyn |

| 1 sierpnia 201215:30 | Australia                                                          | 67:61(15:10, 16:11, 20:19, 16:21) | Brazylia                                                   | Basketball Arena, Londyn |
| 1 sierpnia 201215:30 | Pkt:Lauren Jackson 18 Zb:Elizabeth Cambage 10 As:Kristi Harrower 5 | 67:61(15:10, 16:11, 20:19, 16:21) | Pkt:Karla Costa 22 Zb:Dantas do Amaral 10 As:Karla Costa 3 | Basketball Arena, Londyn |

| 3 sierpnia 201212:15 | Rosja                                                            | 66:70(15:21, 15:11, 18:22, 18:16) | Australia                                                                          | Basketball Arena, Londyn |
| 3 sierpnia 201212:15 | Pkt:Irina Osipowa 15 Zb:Irina Osipowa 9 As:Jelena Daniłoczkina 4 | 66:70(15:21, 15:11, 18:22, 18:16) | Pkt:Elizabeth Cambage 17 Zb:Elizabeth Cambage 10 As:Jenna O’Hea, Kristi Harrower 5 | Basketball Arena, Londyn |

| 5 sierpnia 201215:30 | Kanada                                                  | 63:72(10:24, 12:11, 20:12, 21:25) | Australia                                                                           | Basketball Arena, Londyn |
| 5 sierpnia 201215:30 | Pkt:Kim Smith17 Zb:Shona Thorburn 5 As:Lizanne Murphy 5 | 63:72(10:24, 12:11, 20:12, 21:25) | Pkt:Elizabeth Cambage 19 Zb:Jennifer Screen, Kristi Harrowera 4 As:Lauren Jackson 9 | Basketball Arena, Londyn |

#### Ćwierćfinał
| 7 sierpnia 201217:15 | Australia                                                          | 75:60(22:16, 13:20, 20:16, 20:8) | Chiny                                        | The O2 Arena, Londyn |
| 7 sierpnia 201217:15 | Pkt:Elizabeth Cambage 17 Zb:Samantha Richards 6 As:Suzy Batkovic 9 | 75:60(22:16, 13:20, 20:16, 20:8) | Pkt:Zengyu Ma 15 Zb:Song Gao 3 As:Nan Chen 7 | The O2 Arena, Londyn |

#### Półfinał
| 9 sierpnia 201217:00 | Australia                                                      | 73:86(22:20, 25:23, 12:22, 14:21) | Stany Zjednoczone                                                       | The O2 Arena, Londyn |
| 9 sierpnia 201217:00 | Pkt:Elizabeth Camage 19 Zb:Lauren Jackson 17 As:Rachel Jarry 5 | 73:86(22:20, 25:23, 12:22, 14:21) | Pkt:Diana Taurasi, Tina Charles 14 Zb:Tina Charles 10 As:Tina Charles 4 | The O2 Arena, Londyn |

#### Mecz o brązowy medal
| 11 sierpnia 201217:00 | Australia                                                   | 83:74(17:16, 21:14, 19:13, 26:31) | Rosja                                                        | The O2 Arena, Londyn |
| 11 sierpnia 201217:00 | Pkt:Lauren Jackson 25 Zb:Lauren Jackson 11 As:Jenna O’Hea 5 | 83:74(17:16, 21:14, 19:13, 26:31) | Pkt:Becky Hammon 19 Zb:Natalja Wodopjanowa As:Becky Hammon 4 | The O2 Arena, Londyn |

### Lekkoatletyka
Poniższa lista wskazuje 43 zakwalifikowanych zawodników i zawodniczek.
Mężczyźni
| Zawodnik                                                  | Konkurencja           | Eliminacje | Eliminacje | Ćwierćfinał | Ćwierćfinał | Półfinał        | Półfinał        | Finał                    | Finał                    |
| Zawodnik                                                  | Konkurencja           | Wynik      | Miejsce    | Wynik       | Miejsce     | Wynik           | Miejsce         | Wynik                    | Miejsce                  |
| --------------------------------------------------------- | --------------------- | ---------- | ---------- | ----------- | ----------- | --------------- | --------------- | ------------------------ | ------------------------ |
| Steven Solomon                                            | 400 m                 | 45,18      | 1.         |             |             | 44,97           | 3.              | 45,14                    | 8.                       |
| Youcef Abdi                                               | 3000 m z przeszkodami | 8:29,81    | 6.         |             |             |                 |                 | → Nie awansował          | → Nie awansował          |
| Luke Adams                                                | chód na 50 km         |            |            |             |             |                 |                 | 3:53:41                  | 26.                      |
| Collis Birmingham                                         | 5000 m                | 13:50,39   | 13.        |             |             |                 |                 | → Nie awansował          | → Nie awansował          |
| Brendan Cole                                              | 400 m przez płotki    | 49,24      | 2.         |             |             | 49,65           | 5.              | → Nie awansował          | → Nie awansował          |
| Nathan Deakes                                             | chód na 50 km         |            |            |             |             |                 |                 | 3:48:45                  | 22.                      |
| Martin Dent                                               | maraton               |            |            |             |             |                 |                 | 2:16:29                  | 28.                      |
| Chris Erickson                                            | chód na 20 km         |            |            |             |             |                 |                 | 1:24:19                  | 38.                      |
| Ryan Gregson                                              | 1500 m                | 3:38,54    | 9.         |             |             | 3:51,86         | 12.             | → Nie awansował          | → Nie awansował          |
| Jeffrey Hunt                                              | maraton               |            |            |             |             |                 |                 | 2:22:59                  | 63.                      |
| David McNeill                                             | 5000 m                | 13:45,88   | 12.        |             |             |                 |                 | → Nie awansował          | → Nie awansował          |
| Craig Mottram                                             | 5000 m                | 13:40,24   | 16.        |             |             |                 |                 | → Nie awansował          | → Nie awansował          |
| Jeffrey Riseley                                           | 800 m                 | 1:46,99    | 5.         |             |             | → Nie awansował | → Nie awansował | → Nie awansował          | → Nie awansował          |
| Adam Rutter                                               | chód na 20 km         |            |            |             |             |                 |                 | Nie ukończył konkurencji | Nie ukończył konkurencji |
| Michael Shelley                                           | maraton               |            |            |             |             |                 |                 | 2:14:10                  | 16.                      |
| Ben St. Lawrence                                          | 10 000 m              |            |            |             |             |                 |                 | 28:32,67                 | 20.                      |
| Jared Tallent                                             | chód na 20 km         |            |            |             |             |                 |                 | 1:20:02                  | 7.                       |
| Jared Tallent                                             | chód na 50 km         |            |            |             |             |                 |                 | 3:36:53                  | srebro                   |
| Tristan Thomas                                            | 400 m przez płotki    | 49,13      | 4.         |             |             | 50,55           | 7.              | → Nie awansował          | → Nie awansował          |
| Anthony Alozie Isaac Ntiamoah Andrew McCabe Josh Ross     | 4 × 100 m             | 38,17      | 5.         |             |             |                 |                 | 38,43                    | 7.                       |
| Steven Solomon Ben Offereins Brendan Cole John Steffensen | 4 × 400 m             | 3:03,17    | 5.         |             |             |                 |                 | → Nie awansowali         | → Nie awansowali         |

| Zawodnik         | Konkurencja    | Kwalifikacje | Kwalifikacje | Finał           | Finał           |
| Zawodnik         | Konkurencja    | Rezultat     | Miejsce      | Rezultat        | Miejsce         |
| ---------------- | -------------- | ------------ | ------------ | --------------- | --------------- |
| Jarrod Bannister | rzut oszczepem | 77,38        | 27.          | → Nie awansował | → Nie awansował |
| Henry Frayne     | skok w dal     | 7,95         | 11.          | 7,85            | 9.              |
| Henry Frayne     | trójskok       | 16,40        | 17.          | → Nie awansował | → Nie awansował |
| Benn Harradine   | rzut dyskiem   | 64,00        | 9.           | 63,59           | 9.              |
| Steve Hooker     | skok o tyczce  | 5,50         | 9.           | xxx             | NM              |
| Scott Martin     | rzut dyskiem   | 62,14        | 19.          | → Nie awansował | → Nie awansował |
| Dale Stevenson   | pchnięcie kulą | 19,17        | 26.          | → Nie awansował | → Nie awansował |
| Mitchell Watt    | skok w dal     | 7,99         | 9.           | 8,16            | srebro          |
| Julian Wruck     | rzut dyskiem   | 60,08        | 28.          | → Nie awansował | → Nie awansował |

Kobiety
| Zawodniczka      | Konkurencja           | Eliminacje | Eliminacje | Ćwierćfinał | Ćwierćfinał | Półfinał         | Półfinał         | Finał            | Finał            |
| Zawodniczka      | Konkurencja           | Wynik      | Miejsce    | Wynik       | Miejsce     | Wynik            | Miejsce          | Wynik            | Miejsce          |
| ---------------- | --------------------- | ---------- | ---------- | ----------- | ----------- | ---------------- | ---------------- | ---------------- | ---------------- |
| Lauren Boden     | 400 m przez płotki    | 56,27      | 5.         |             |             | 56,66            | 8.               | → Nie awansowała | → Nie awansowała |
| Melissa Breen    | 100 m                 | 11,34      | 6.         |             |             | → Nie awansowała | → Nie awansowała | → Nie awansowała | → Nie awansowała |
| Zoe Buckman      | 1500 m                | 4:07,83    | 8.         |             |             | 4:05,03          | 10.              | → Nie awansował  | → Nie awansował  |
| Genevieve LaCaze | 3000 m z przeszkodami | 9:37,90    | 9.         |             |             |                  |                  | → Nie awansowała | → Nie awansowała |
| Regan Lamble     | chód na 20 km         |            |            |             |             |                  |                  | 1:30:08          | 17.              |
| Beki Lee         | chód na 20 km         |            |            |             |             |                  |                  | 1:32:14          | 28.              |
| Kaila McKnight   | 1500 m                | 4:13,80    | 5.         |             |             | 4:08,44          | 12.              | → Nie awansowała | → Nie awansowała |
| Sally Pearson    | 100 m przez płotki    | 12,57      | 1.         |             |             | 12,39            | 1.               | 12,35            | złoto            |
| Claire Tallent   | chód na 20 km         |            |            |             |             |                  |                  | Dyskwalifikacja  | Dyskwalifikacja  |
| Jessica Trengove | maraton               |            |            |             |             |                  |                  | 2:31:17          | 39.              |
| Lisa Weightman   | maraton               |            |            |             |             |                  |                  | 2:27:32          | 17.              |
| Benita Willis    | maraton               |            |            |             |             |                  |                  | 2:49:38          | 100.             |
| Eloise Wellings  | bieg na 10 000 m      |            |            |             |             |                  |                  | 32:25,43         | 21.              |
| Eloise Wellings  | bieg na 5000 m        | 15:35,53   | 15.        |             |             |                  |                  | → Nie awansowała | → Nie awansowała |

| Zawodniczka      | Konkurencja    | Kwalifikacje                   | Kwalifikacje                   | Finał                          | Finał                          |
| Zawodniczka      | Konkurencja    | Rezultat                       | Miejsce                        | Rezultat                       | Miejsce                        |
| ---------------- | -------------- | ------------------------------ | ------------------------------ | ------------------------------ | ------------------------------ |
| Alana Boyd       | skok o tyczce  | 4,55                           | 11.                            | 4,30                           | 11.                            |
| Kimberley Mickle | rzut oszczepem | 59,23                          | 17.                            | → Nie awansował                | → Nie awansował                |
| Kathryn Mitchell | rzut oszczepem | 60,11                          | 12.                            | 59,46                          | 9.                             |
| Elizabeth Parnov | skok o tyczce  | Nie zaliczyła żadnej wysokości | Nie zaliczyła żadnej wysokości | Nie zaliczyła żadnej wysokości | Nie zaliczyła żadnej wysokości |
| Dani Samuels     | rzut dyskiem   | 63,97                          | 7.                             | 60,40                          | 12.                            |

### Łucznictwo
Mężczyźni
| Zawodnik     | Konkurencja   | Runda rankingowa | Runda rankingowa | 1/32             | 1/16              | 1/8               | Ćwierćfinał      | Półfinał         | Finał            | Finał   |
| Zawodnik     | Konkurencja   | Punkty           | Rozstawienie     | Przeciwnik Wynik | Przeciwnik Wynik  | Przeciwnik Wynik  | Przeciwnik Wynik | Przeciwnik Wynik | Przeciwnik Wynik | Pozycja |
| ------------ | ------------- | ---------------- | ---------------- | ---------------- | ----------------- | ----------------- | ---------------- | ---------------- | ---------------- | ------- |
| Taylor Worth | indywidualnie | 668              | 23.              | Alan Wills 6-5   | Brady Ellison 7-1 | Dai Xiaoxiang 5-6 | → Nie awansował  | → Nie awansował  | → Nie awansował  | 9.      |

Kobiety
| Zawodniczka   | Konkurencja   | Runda rankingowa | Runda rankingowa | 1/32                    | 1/16                | 1/8                 | Ćwierćfinał         | Półfinał            | Finał               | Finał   |
| Zawodniczka   | Konkurencja   | Punkty           | Rozstawienie     | Przeciwniczka Wynik     | Przeciwniczka Wynik | Przeciwniczka Wynik | Przeciwniczka Wynik | Przeciwniczka Wynik | Przeciwniczka Wynik | Pozycja |
| ------------- | ------------- | ---------------- | ---------------- | ----------------------- | ------------------- | ------------------- | ------------------- | ------------------- | ------------------- | ------- |
| Elisa Barnard | indywidualnie | 601              | 58.              | Carina Christiansen 3-7 | → Nie awansowała    | → Nie awansowała    | → Nie awansowała    | → Nie awansowała    | → Nie awansowała    | 33.     |

### Pięciobój nowoczesny
| Zawodnicy      | Konkurencja | Szermierka | Szermierka | Szermierka | Pływanie | Pływanie | Pływanie | Jazda konna | Jazda konna | Jazda konna | Kombinacja: strzelanie/bieg przełajowy | Kombinacja: strzelanie/bieg przełajowy | Kombinacja: strzelanie/bieg przełajowy | Suma punktów | Pozycja |
| Zawodnicy      | Konkurencja | Wynik      | M.         | Punkty     | Czas     | M.       | Punkty   | Kary        | M.          | Punkty      | Czas                                   | M.                                     | Punkty                                 | Suma punktów | Pozycja |
| -------------- | ----------- | ---------- | ---------- | ---------- | -------- | -------- | -------- | ----------- | ----------- | ----------- | -------------------------------------- | -------------------------------------- | -------------------------------------- | ------------ | ------- |
| Edward Fernon  | Mężczyźni   | 14-21      | 29.        | 736        | 2:13,10  | 33.      | 1204     | 68          | 17.         | 1132        | 10:48,19                               | 14                                     | 2408                                   | 5480         | 27.     |
| Chloe Esposito | Kobiety     | 14-21      | 28.        | 736        | 2:12,28  | 5.       | 1216     | 44          | 8.          | 1156        | 11:55,40                               | 5.                                     | 2140                                   | 5248         | 7.      |

### Piłka wodna

#### Turniej mężczyzn
- Reprezentacja mężczyzn[57]

Grupa A
| Drużyna    | M | W | R | P | G+ | G- | G=  | Pkt |
| ---------- | - | - | - | - | -- | -- | --- | --- |
| Chorwacja  | 5 | 5 | 0 | 0 | 50 | 29 | 21  | 10  |
| Włochy     | 5 | 3 | 1 | 1 | 40 | 36 | 4   | 7   |
| Hiszpania  | 5 | 3 | 0 | 2 | 52 | 42 | 10  | 6   |
| Australia  | 5 | 2 | 0 | 3 | 40 | 44 | -4  | 4   |
| Grecja     | 5 | 1 | 1 | 3 | 41 | 43 | -2  | 3   |
| Kazachstan | 5 | 0 | 0 | 5 | 24 | 53 | -29 | 0   |

| 29 lipca 2012 14:10 | Włochy | 8:5 | Australia | Water Polo Arena, Londyn |
|                     |        |     |           |                          |

| 31 lipca 2012 14:10 | Australia | 7:4 | Kazachstan | Water Polo Arena, Londyn |
|                     |           |     |            |                          |

| 2 sierpnia 2012 10:00 | Hiszpania | 13:9 | Australia | Water Polo Arena, Londyn |
|                       |           |      |           |                          |

| 4 sierpnia 2012 11:20 | Chorwacja | 11:6 | Australia | Water Polo Arena, Londyn |
|                       |           |      |           |                          |

| 6 sierpnia 2012 11:20 | Grecja | 8:13 | Australia | Water Polo Arena, Londyn |
|                       |        |      |           |                          |

### Ćwierćfinał
| 8 sierpnia 2012 15:50 CET | Australia | 8:11 | Serbia | Water Polo Arena, Londyn |
|                           |           |      |        |                          |

### Półfinały 5-8
| 10 sierpnia 2012 18:20 CET | Węgry | 10:9 | Australia | Water Polo Arena, Londyn |
|                            |       |      |           |                          |

### Miejsce 7-8
| 12 sierpnia 2012 11:20 CET | Stany Zjednoczone | 9:10 | Australia | Water Polo Arena, Londyn |
|                            |                   |      |           |                          |

#### Turniej kobiet
- Reprezentacja kobiet[57]

Grupa B
| Drużyna         | M | W | R | P | G+ | G- | G=  | Pkt |
| --------------- | - | - | - | - | -- | -- | --- | --- |
| Australia       | 3 | 3 | 0 | 0 | 37 | 19 | 18  | 6   |
| Rosja           | 3 | 2 | 0 | 1 | 22 | 23 | -1  | 4   |
| Włochy          | 3 | 1 | 0 | 2 | 22 | 22 | 0   | 2   |
| Wielka Brytania | 3 | 0 | 0 | 3 | 14 | 33 | -19 | 0   |

| 30 lipca 2012 18:20 | Włochy | 8:10 | Australia | Water Polo Arena, Londyn |
|                     |        |      |           |                          |

| 1 sierpnia 2012 15:30 | Wielka Brytania | 3:16 | Australia | Water Polo Arena, Londyn |
|                       |                 |      |           |                          |

| 3 sierpnia 2012 18:20 | Rosja | 8:11 | Australia | Water Polo Arena, Londyn |
|                       |       |      |           |                          |

#### Ćwierćfinał
| 5 sierpnia 2012 20:20 CET | Chiny | 18:20 | Australia | Water Polo Arena, Londyn |
|                           |       |       |           |                          |

### Półfinał
| 7 sierpnia 2012 15:30 CET | Stany Zjednoczone | 11:9 | Australia | Water Polo Arena, Londyn |
|                           |                   |      |           |                          |

### Mecz o trzecie miejsce
| 9 sierpnia 2012 18:40 CET | Australia | 13:11 (dogr.) | Węgry | Water Polo Arena, Londyn |
|                           |           |               |       |                          |

### Pływanie
Australijscy pływacy mogli zdobywać minima olimpijskie podczas mistrzostw kraju które odbyły się w Adelaide pomiędzy 15 a 22 marca 2012. Po zakończeniu mistrzostw została wyselekcjonowana kadra, która składa się z 44 zawodniczek i zawodników:
Mężczyźni
| Zawodnik                                                                                          | Konkurencja        | Eliminacje | Eliminacje | Półfinał        | Półfinał        | Finał           | Finał           |
| Zawodnik                                                                                          | Konkurencja        | Czas       | Miejsce    | Czas            | Miejsce         | Czas            | Miejsce         |
| ------------------------------------------------------------------------------------------------- | ------------------ | ---------- | ---------- | --------------- | --------------- | --------------- | --------------- |
| Daniel Arnamnart                                                                                  | 100 m grzbietowym  | 54,28      | 15.        | 54,48           | 16.             | → Nie awansował | → Nie awansował |
| Nick D’Arcy                                                                                       | 200 m motylkowym   | 1:56,25    | 12.        | 1:56,07         | 13.             | → Nie awansował | → Nie awansował |
| Thomas Fraser-Holmes                                                                              | 200 m dowolnym     | 1:47,50    | 13.        | 1:46,80         | 8.              | 1:46,93         | 7.              |
| Thomas Fraser-Holmes                                                                              | 400 m zmiennym     | 4:12,66    | 5.         |                 |                 | 4:13,49         | 7.              |
| Jayden Hadler                                                                                     | 100 m motylkowym   | 52,52      | 23.        | → Nie awansował | → Nie awansował | → Nie awansował | → Nie awansował |
| Jayden Hadler                                                                                     | 200 m zmiennym     | 2:01,54    | 31.        | → Nie awansował | → Nie awansował | → Nie awansował | → Nie awansował |
| Ky Hurst                                                                                          | 10 km              |            |            |                 |                 | 1:51:41,3       | 20.             |
| Mitch Larkin                                                                                      | 200 m grzbietowym  | 1:57,53    | 10.        | 1:56,82         | 7.              | 1:58,02         | 8.              |
| Matson Lawson                                                                                     | 200 m grzbietowym  | 1:58,92    | 21.        | → Nie awansował | → Nie awansował | → Nie awansował | → Nie awansował |
| James Magnussen                                                                                   | 50 m dowolnym      | 22,11      | 10.        | 22,00           | 11.             | → Nie awansował | → Nie awansował |
| James Magnussen                                                                                   | 100 m dowolnym     | 48,38      | 4.         | 47,63           | 1.              | 47,53           | srebro          |
| David McKeon                                                                                      | 400 m dowolnym     | 3:48,57    | 14.        |                 |                 | → Nie awansował | → Nie awansował |
| Kenrick Monk                                                                                      | 200 m dowolnym     | 1:46,94    | 7.         | 1:47,38         | 13.             | → Nie awansował | → Nie awansował |
| Ryan Napoleon                                                                                     | 400 m dowolnym     | 3:47,01    | 7.         |                 |                 | 3:49,25         | 8.              |
| Jarrod Poort                                                                                      | 1500 m dowolnym    | 15,20.82   | 18.        |                 |                 | → Nie awansował | → Nie awansował |
| Brenton Rickard                                                                                   | 100 m klasycznym   | 1:00,07    | 14.        | 59,50           | 3.              | 59,87           | 6.              |
| Brenton Rickard                                                                                   | 200 m klasycznym   | 2:11,41    | 15.        | 2:09,31         | 8.              | 2:09,28         | 7.              |
| James Roberts                                                                                     | 100 m dowolnym     | 48,93      | 12.        | 48,57           | 12.             | → Nie awansował | → Nie awansował |
| Christian Sprenger                                                                                | 100 m klasycznym   | 59,62      | 1.         | 59,61           | 4.              | 58,93           | srebro          |
| Hayden Stoeckel                                                                                   | 100 m grzbietowym  | 53,88      | 9.         | 53,74           | 8.              | 53,55           | 7.              |
| Eamon Sullivan                                                                                    | 50 m dowolnym      | 22,27      | 16.        | 21,88           | 7.              | 21,98           | 8.              |
| Daniel Tranter                                                                                    | 200 m zmiennym     | 1:59,70    | 13.        | 2:00,46         | 14.             | → Nie awansował | → Nie awansował |
| Daniel Tranter                                                                                    | 400 m zmiennym     | 4:25,76    | 32.        |                 |                 | → Nie awansował | → Nie awansował |
| Chris Wright                                                                                      | 100 m motylkowym   | 52,11      | 10.        | 52,11           | 11.             | → Nie awansował | → Nie awansował |
| Chris Wright                                                                                      | 200 m motylkowym   | 1:56,69    | 14.        | 1:58,56         | 16.             | → Nie awansował | → Nie awansował |
| Tommaso D’Orsogna Cameron McEvoy Eamon Sullivan Matt Targett James Magnussen James Roberts        | 4 × 100 m dowolnym | 3:12,29    | 1.         |                 |                 | 3:11,63         | 4.              |
| Cameron McEvoy Ned McKendry David McKeon Ryan Napoleon Thomas Fraser-Holmes Kenrick Monk          | 4 × 200 m dowolnym | 7:10,50    | 4.         |                 |                 | 7:07,00         | 5.              |
| Hayden Stoeckel Christian Sprenger James Magnussen Brenton Rickard Matt Targett Tommaso D’Orsogna | 4 × 100 m zmiennym | 333,73     | 4.         |                 |                 | 3:31,58         | brąz            |

Kobiety
| Zawodniczka | Konkurencja        | Eliminacje               | Eliminacje               | Półfinał                 | Półfinał                 | Finał                    | Finał                    |
| Zawodniczka | Konkurencja        | Czas                     | Miejsce                  | Czas                     | Miejsce                  | Czas                     | Miejsce                  |
| --- | ------------------ | ------------------------ | ------------------------ | ------------------------ | ------------------------ | ------------------------ | ------------------------ |
| Bronte Campbell | 50 m dowolnym      | 24,87                    | 9.                       | 24,94                    | 10.                      | → Nie awansowała         | → Nie awansowała         |
| Jessica Ashwood | 800 m dowolnym     | 8:37,21                  | 20.                      |                          |                          | → Nie awansowała         | → Nie awansowała         |
| Bronte Barratt | 200 m dowolnym     | 1:58,12                  | 10.                      | 1:56,08                  | 1.                       | 1;55,81                  | brąz                     |
| Bronte Barratt | 400 m dowolnym     | 4:07.99                  | 12.                      |                          |                          | → Nie awansowała         | → Nie awansowała         |
| Cate Campbell | 50 m dowolnym      | 24,94                    | 10.                      | 25,01                    | 13.                      | → Nie awansowała         | → Nie awansowała         |
| Cate Campbell | 100 m dowolnym     | → Nie stanęła na starcie | → Nie stanęła na starcie | → Nie stanęła na starcie | → Nie stanęła na starcie | → Nie stanęła na starcie | → Nie stanęła na starcie |
| Alicia Coutts | 100 m motylkowym   | 57,36                    | 3.                       | 56,85                    | 2.                       | 56,94                    | brąz                     |
| Alicia Coutts | 200 m zmiennym     | 2:10,74                  | 5.                       | 2:09,83                  | 2.                       | 2:08,15                  | srebro                   |
| Blair Evans | 400 m zmiennym     | 4:40,42                  | 13.                      |                          |                          | → Nie awansowała         | → Nie awansowała         |
| Sally Foster | 200 m klasycznym   | 2:26,04                  | 10.                      | 2:24,46                  | 8.                       | 2:26,00                  | 8.                       |
| Melissa Gorman | 10 km              |                          |                          |                          |                          | 1:58:53,1                | 11.                      |
| Belinda Hocking | 100 m grzbietowym  | 59,61                    | 3.                       | 59,79                    | 7.                       | 59,29                    | 7.                       |
| Belinda Hocking | 200 m grzbietowym  | 2:08,75                  | 5.                       | 2:09,35                  | 10.                      | → Nie awansowała         | → Nie awansowała         |
| Leisel Jones | 100 m klasycznym   | 1:06,98                  | 5.                       | 1:06,81                  | 5.                       | 1:06,95                  | 5.                       |
| Meagen Nay | 200 m grzbietowym  | 2:08,40                  | 4.                       | 2:07,42                  | 3.                       | 2:07,43                  | 5.                       |
| Kylie Palmer | 200 m dowolnym     | 1:58,16                  | 11.                      | 1:57,44                  | 7.                       | 1:57,68                  | 8.                       |
| Kylie Palmer | 400 m dowolnym     | 4:07,27                  | 11.                      |                          |                          | → Nie awansowała         | → Nie awansowała         |
| Kylie Palmer | 800 m dowolnym     | 8:25,91                  | 5.                       |                          |                          | 8:22,72                  | 4.                       |
| Leiston Pickett | 100 m klasycznym   | 1:07,41                  | 11.                      | 1:07,74                  | 13.                      | → Nie awansowała         | → Nie awansowała         |
| Stephanie Rice | 200 m zmiennym     | 2:12,23                  | 9.                       | 2:10,80                  | 6.                       | 2:09,55                  | 4.                       |
| Stephanie Rice | 400 m zmiennym     | 4:35,76                  | 7.                       |                          |                          | 4:35,49                  | 6.                       |
| Jessicah Schipper | 100 m motylkowym   | 59,17                    | 24.                      | → Nie awansowała         | → Nie awansowała         | → Nie awansowała         | → Nie awansowała         |
| Jessicah Schipper | 200 m motylkowym   | 2:08,74                  | 12.                      | 2:08,21                  | 13.                      | → Nie awansowała         | → Nie awansowała         |
| Samantha Hamill | 200 m motylkowym   | 2:11,07                  | 20.                      | → Nie awansowała         | → Nie awansowała         | → Nie awansowała         | → Nie awansowała         |
| Melanie Schlanger | 100 m dowolnym     | 53,50                    | 2.                       | 53,38                    | 2.                       | 53,47                    | 4.                       |
| Emily Seebohm | 100 m grzbietowym  | 58,23                    | 1.                       | 58,39                    | 1.                       | 58,68                    | srebro                   |
| Tessa Wallace | 200 m klasycznym   | 2:26,94                  | 16.                      | 2:27,38                  | 15.                      | → Nie awansowała         | → Nie awansowała         |
| Alicia Coutts Brittany Elmslie Yolane Kukla Lisbeth Trickett Cate Campbell Melanie Schlanger Emily Seebohm             | 4 × 100 m dowolnym | 3:36,34                  | 1.                       |                          |                          | 3:33,51                  | złoto                    |
| Angie Bainbridge Brittany Elmslie Jade Neilsen Blair Evans Melanie Schlanger Alicia Coutts Kylie Palmer Bronte Barratt | 4 × 200 m dowolnym | 7:49,44                  | 1.                       |                          |                          | 7:44,41                  | srebro                   |
| Emily Seebohm Alicia Coutts Leisel Jones Melanie Schlanger Brittany Elmslie                                            | 4 × 100 m zmiennym | 3:55,42                  | 1.                       |                          |                          | 3:54,02                  | srebro                   |

### Pływanie synchroniczne
| Zawodnik | Konkurencja | Eliminacje                    | Eliminacje                    | Eliminacje                 | Eliminacje                 | Eliminacje         | Eliminacje         | Finał          | Finał          |
| Zawodnik | Konkurencja | Eliminacje – runda techniczna | Eliminacje – runda techniczna | Eliminacje – runda dowolna | Eliminacje – runda dowolna | Eliminacje – Razem | Eliminacje – Razem | Finał          | Finał          |
| Zawodnik | Konkurencja | Punkty                        | Miejsce                       | Punkty                     | Miejsce                    | Punkty             | Miejsce            | Punkty         | Miejsce        |
| Eloise Amberger Sarah Bombell | Duety       | 77,400                        | 23.                           | 77,480                     | 23.                        | 154,880            | 23.                | Nie awansowały | Nie awansowały |
| Eloise Amberger Jenny-Lyn Anderson Sarah Bombell Olga Burtaev Tamika Domrow Bianca Hammett Tarren Otte Frankie Owen Samantha Reid | Drużyny     | 77,500                        | 8.                            | 77.430                     | 8.                         | 154.930            | 8.                 |                |                |

### Podnoszenie ciężarów
Mężczyźni
| Zawodnik    | Konkurencja | Rwanie | Rwanie  | Podrzut | Podrzut | Razem  | Pozycja |
| Zawodnik    | Konkurencja | Wynik  | Pozycja | Wynik   | Pozycja | Razem  | Pozycja |
| ----------- | ----------- | ------ | ------- | ------- | ------- | ------ | ------- |
| Damon Kelly | +105 kg     | 165 kg | 16.     | 216 kg  | 13.     | 381 kg | 16.     |

Kobiety
| Zawodniczka | Konkurencja | Rwanie | Rwanie  | Podrzut | Podrzut | Razem  | Pozycja |
| Zawodniczka | Konkurencja | Wynik  | Pozycja | Wynik   | Pozycja | Razem  | Pozycja |
| ----------- | ----------- | ------ | ------- | ------- | ------- | ------ | ------- |
| Seen Lee    | 63 kg       | 83 kg  | 7.      | 103 kg  | 6.      | 186 kg | 7.      |

### Siatkówka

#### Siatkówka halowa
- Reprezentacja mężczyzn

Skład kadry:
| - Thomas Edgar - Andrew Grant - Travis Passier - Harrison Peacock - Nathan Roberts - Luke Smith |  | - Greg Sukochev - Aden Tutton - Adam White - Lincoln Williams - Igor Yudin - Aidan Zingel |

| Drużyna   | Konkurencja      | Faza grupowa     | Faza grupowa          | Faza grupowa     | Faza grupowa     | Faza grupowa     | Faza grupowa | Ćwierćfinały     | Półfinały        | Finał            | Pozycja |
| Drużyna   | Konkurencja      | Przeciwnik Wynik | Przeciwnik Wynik      | Przeciwnik Wynik | Przeciwnik Wynik | Przeciwnik Wynik | Pozycja      | Przeciwnik Wynik | Przeciwnik Wynik | Przeciwnik Wynik | Pozycja |
| --------- | ---------------- | ---------------- | --------------------- | ---------------- | ---------------- | ---------------- | ------------ | ---------------- | ---------------- | ---------------- | ------- |
| Australia | siatkówka halowa | Argentyna · 0:3  | Wielka Brytania · 3:0 | Bułgaria · 0:3   | Włochy · 2:3     | Polska · 3:1     | 5.           | → Nie awansowali | → Nie awansowali | → Nie awansowali | 9.      |

#### Siatkówka plażowa
Kobiety
| Zawodniczki                   | Konkurencja | Faza grupowa                         | Faza grupowa                          | Faza grupowa                             | Pozycja | 1/8                 | Ćwierćfinały        | Półfinały           | Finał               | Finał            |
| Zawodniczki                   | Konkurencja | Przeciwniczki Wynik                  | Przeciwniczki Wynik                   | Przeciwniczki Wynik                      | Pozycja | Przeciwniczki Wynik | Przeciwniczki Wynik | Przeciwniczki Wynik | Przeciwniczki Wynik | Pozycja          |
| ----------------------------- | ----------- | ------------------------------------ | ------------------------------------- | ---------------------------------------- | ------- | ------------------- | ------------------- | ------------------- | ------------------- | ---------------- |
| Louise Bawden Becchara Palmer | Kobiety     | Goller Ludwig P (18:21, 21:19, 5:15) | Meppelink van Gestel P (19:21, 15:21) | Antonelli Antunes P (21:18, 16:21, 9:15) | 4.      | → Nie awansowały    | → Nie awansowały    | → Nie awansowały    | → Nie awansowały    | → Nie awansowały |
| Natalie Cook Tamsin Hinchley  | Kobiety     | May-Treanor Walsh P (18:21, 19:21)   | Schwaiger P (21:18, 20:22, 10:15)     | Kolocová Sluková P (16:21, 21:18, 11:15) | 4.      | → Nie awansowały    | → Nie awansowały    | → Nie awansowały    | → Nie awansowały    | → Nie awansowały |

### Skoki do wody
Mężczyźni
| Zawodnik        | Konkurencja                  | Preeliminacje | Preeliminacje | Półfinał        | Półfinał        | Finał           | Finał           |
| Zawodnik        | Konkurencja                  | Punkty        | Miejsce       | Punkty          | Miejsce         | Punkty          | Miejsce         |
| --------------- | ---------------------------- | ------------- | ------------- | --------------- | --------------- | --------------- | --------------- |
| Ethan Warren    | trampolina 3 m indywidualnie | 441,50        | 15.           | 456,85          | 11.             | 488,95          | 7.              |
| James Connor    | wieża 10 m indywidualnie     | 427,45        | 20.           | → Nie awansował | → Nie awansował | → Nie awansował | → Nie awansował |
| Matthew Mitcham | wieża 10 m indywidualnie     | 457,20        | 9.            | 482,40          | 13.             | → Nie awansował | → Nie awansował |

Kobiety
| Zawodniczka                      | Konkurencja                   | Preeliminacje | Preeliminacje | Półfinał | Półfinał | Finał  | Finał   |
| Zawodniczka                      | Konkurencja                   | Punkty        | Miejsce       | Punkty   | Miejsce  | Punkty | Miejsce |
| -------------------------------- | ----------------------------- | ------------- | ------------- | -------- | -------- | ------ | ------- |
| Jaele Patrick                    | trampolina 3 m indywidualnie  | 289,65        | 18.           | 315,60   | 11.      | 309,40 | 11.     |
| Sharleen Stratton                | trampolina 3 m indywidualnie  | 342,70        | 5.            | 327,60   | 9.       | 345,65 | 5.      |
| Brittany Broben                  | wieża 10 m indywidualnie      | 339,80        | 4.            | 359,55   | 3.       | 366,50 | srebro  |
| Melissa Wu                       | wieża 10 m indywidualnie      | 337,90        | 5.            | 355,60   | 4.       | 358,10 | 4.      |
| Anabelle Smith Sharleen Stratton | trampolina 3 m synchronicznie |               |               |          |          | 304,95 | 5.      |
| Rachel Bugg Loudy Wiggins        | wieża 10 m synchronicznie     |               |               |          |          | 323,55 | 4.      |

### Strzelectwo
Mężczyźni
| Zawodnik         | Konkurencja                             | Kwalifikacje | Kwalifikacje | Finał           | Finał           |
| Zawodnik         | Konkurencja                             | Punkty       | Miejsce      | Punkty          | Miejsce         |
| ---------------- | --------------------------------------- | ------------ | ------------ | --------------- | --------------- |
| Clive Barton     | skeet                                   | 109          | 33.          | → Nie awansował | → Nie awansował |
| David Chapman    | pistolet szybkostrzelny 25 m            | 559          | 18.          | → Nie awansował | → Nie awansował |
| Michael Diamond  | trap                                    | 125          | 1.           | 145             | 4.              |
| Keith Ferguson   | skeet                                   | 116          | 20.          | → Nie awansował | → Nie awansował |
| Will Godward     | karabin pneumatyczny 10 m               | 588          | 40.          | → Nie awansował | → Nie awansował |
| Russell Mark     | trap podwójny                           | 128          | 20.          | → Nie awansował | → Nie awansował |
| Warren Potent    | karabin małokalibrowy leżąc 50 m        | 591          | 32.          | → Nie awansował | → Nie awansował |
| Daniel Repacholi | pistolet pneumatyczny 10 m              | 575          | 28.          | → Nie awansował | → Nie awansował |
| Daniel Repacholi | pistolet dowolny 50 m                   | 557          | 19.          | → Nie awansował | → Nie awansował |
| Dane Sampson     | karabin pneumatyczny 10 m               | 587          | 42.          | → Nie awansował | → Nie awansował |
| Dane Sampson     | karabin małokalibrowy trzy postawy 50 m | 1151         | 37.          | → Nie awansował | → Nie awansował |
| Dane Sampson     | karabin małokalibrowy leżąc 50 m        | 583          | 48.          | → Nie awansował | → Nie awansował |
| Adam Vella       | trap                                    | 119          | 15.          | → Nie awansował | → Nie awansował |

Kobiety
| Zawodniczka        | Konkurencja                             | Kwalifikacje           | Kwalifikacje           | Finał                  | Finał                  |
| Zawodniczka        | Konkurencja                             | Punkty                 | Miejsce                | Punkty                 | Miejsce                |
| ------------------ | --------------------------------------- | ---------------------- | ---------------------- | ---------------------- | ---------------------- |
| Dina Aspandijarowa | pistolet pneumatyczny 10 m              | 382                    | 14.                    | → Nie awansowała       | → Nie awansowała       |
| Suzanne Balogh     | trap                                    | 72                     | 3.                     | 87                     | 6.                     |
| Hayley Chapman     | pistolet sportowy 25 m                  | 568                    | 34.                    | → Nie awansowała       | → Nie awansowała       |
| Lauryn Mark        | skeet                                   | 59                     | 15.                    | → Nie awansowała       | → Nie awansowała       |
| Alethea Sedgman    | karabin pneumatyczny 10 m               | 387                    | 52.                    | → Nie awansowała       | → Nie awansowała       |
| Alethea Sedgman    | karabin małokalibrowy trzy postawy 50 m | Nie stanęła na starcie | Nie stanęła na starcie | Nie stanęła na starcie | Nie stanęła na starcie |
| Robyn van Nus      | karabin pneumatyczny 10 m               | 391                    | 45.                    | → Nie awansowała       | → Nie awansowała       |
| Robyn van Nus      | karabin małokalibrowy trzy postawy 50 m | 570                    | 41.                    | → Nie awansowała       | → Nie awansowała       |
| Lalita Jauhleuska  | pistolet pneumatyczny 10 m              | 371                    | 40.                    | → Nie awansowała       | → Nie awansowała       |
| Lalita Jauhleuska  | pistolet sportowy 25 m                  | 580                    | 17.                    | → Nie awansowała       | → Nie awansowała       |

### Taekwondo
| Zawodnicy     | Konkurencja | 1/16                         | Ćwierćfinał        | Półfinał          | Repasaż 1           | Repasaż 2                | Finał             | Finał   |
| Zawodnicy     | Konkurencja | Przeciwnicy Wynik            | Przeciwnicy Wynik  | Przeciwnicy Wynik | Przeciwnicy Wynik   | Przeciwnicy Wynik        | Przeciwnicy Wynik | Pozycja |
| ------------- | ----------- | ---------------------------- | ------------------ | ----------------- | ------------------- | ------------------------ | ----------------- | ------- |
| Safwan Khalil | 58 kg       | Diego García 9-4             | Joel González 3-5  | → Nie awansował   | Uno Sanli 0(SDP) -0 | Aleksiej Dienisienko 1-3 | → Nie awansował   | 5.      |
| Carmen Marton | 67 kg       | Sousan Hajipourgoli 4(SDP)-4 | Elin Johansson 6-3 | Nur Tatar 0-6     |                     | Helena Fromm 2-8         | → Nie awansowała  | 5.      |

### Tenis stołowy
Mężczyźni
| Zawodnik                                | Konkurencja       | Eliminacje                                               | Runda 1                                             | Runda 2                                                 | Runda 3                                                             | Runda 4          | Ćwierćfinały     | Półfinały        | Finał            | Finał   |
| Zawodnik                                | Konkurencja       | Przeciwnik Wynik                                         | Przeciwnik Wynik                                    | Przeciwnik Wynik                                        | Przeciwnik Wynik                                                    | Przeciwnik Wynik | Przeciwnik Wynik | Przeciwnik Wynik | Przeciwnik Wynik | Pozycja |
| --------------------------------------- | ----------------- | -------------------------------------------------------- | --------------------------------------------------- | ------------------------------------------------------- | ------------------------------------------------------------------- | ---------------- | ---------------- | ---------------- | ---------------- | ------- |
| Justin Han                              | singel            | Mawussi Agbetoglo 4-2 (9:11,11:7, 11:1, 8:11,11:8, 11:9) | Noshad Alamian 0-4 (5:11, 7:11, 7:11, 11:13)        | → Nie awansował                                         | → Nie awansował                                                     | → Nie awansował  | → Nie awansował  | → Nie awansował  | → Nie awansował  | 33.     |
| William Henzell                         | singel            |                                                          | Ádám Pattantyús 4-1 (13:11, 11:8, 11:9, 6:11, 11:9) | João Monteiro 4-2 (2:11, 11:8, 11:9, 11:6, 6:11, 12:10) | Uładzimir Samsonau 3-4 (10:12, 11:8, 13:11, 9:11, 9:11, 11:8, 7:11) | → Nie awansował  | → Nie awansował  | → Nie awansował  | → Nie awansował  | 17.     |
| Robert Frank Justin Han William Henzell | turniej drużynowy |                                                          |                                                     |                                                         |                                                                     | Singapur · 0-3   | → Nie awansowali | → Nie awansowali | → Nie awansowali | 9.      |

Kobiety
| Zawodniczka                        | Konkurencja       | Eliminacje          | Runda 1                                                | Runda 2                                                | Runda 3             | Runda 4             | Ćwierćfinały        | Półfinały           | Finał               | Finał   |
| Zawodniczka                        | Konkurencja       | Przeciwniczka Wynik | Przeciwniczka Wynik                                    | Przeciwniczka Wynik                                    | Przeciwniczka Wynik | Przeciwniczka Wynik | Przeciwniczka Wynik | Przeciwniczka Wynik | Przeciwniczka Wynik | Pozycja |
| ---------------------------------- | ----------------- | ------------------- | ------------------------------------------------------ | ------------------------------------------------------ | ------------------- | ------------------- | ------------------- | ------------------- | ------------------- | ------- |
| Lay Jian Fang                      | singel            |                     | Lígia Silva 4-1 (8:11, 11:1, 11:5, 11:6, 11:1)         | Li Xue 3-4 (7:11, 11:13, 11:7, 3:11, 11:9, 11:9, 6:11) | → Nie awansowała    | → Nie awansowała    | → Nie awansowała    | → Nie awansowała    | → Nie awansowała    | 33.     |
| Miao Miao                          | singel            |                     | Dana Hadačová 4-2 (11:8, 11:9, 6:11, 7:11, 11:7, 11:7) | Huang Yi-hua 0-4 (7:11, 9:11, 7:11, 4:11)              | → Nie awansowała    | → Nie awansowała    | → Nie awansowała    | → Nie awansowała    | → Nie awansowała    | 33.     |
| Lay Jian Fang Miao Miao Vivian Tan | turniej drużynowy |                     |                                                        |                                                        |                     | Niemcy · 0-3        | → Nie awansowały    | → Nie awansowały    | → Nie awansowały    | 9.      |

### Tenis ziemny
Mężczyźni
| Zawodnik       | Konkurencja    | 1/32                            | 1/16                 | 1/8                         | Ćwierćfinały     | Półfinały        | Finał            | Finał         |
| Zawodnik       | Konkurencja    | Przeciwnik Wynik                | Przeciwnik Wynik     | Przeciwnik Wynik            | Przeciwnik Wynik | Przeciwnik Wynik | Przeciwnik Wynik | Pozycja       |
| -------------- | -------------- | ------------------------------- | -------------------- | --------------------------- | ---------------- | ---------------- | ---------------- | ------------- |
| Bernard Tomic  | gra pojedyncza | Kei Nishikori 6:7(4), 6:7(4)    | → Nie awansował      | → Nie awansował             | → Nie awansował  | → Nie awansował  | → Nie awansował  | Miejsca 33-64 |
| Lleyton Hewitt | gra pojedyncza | Serhij Stachowski 6:3, 4:6, 6:3 | Marin Čilić 6:4, 7:5 | Novak Đoković 6:4, 5:7, 1:6 | → Nie awansował  | → Nie awansował  | → Nie awansował  | Miejsca 9-16  |

Kobiety
| Zawodniczka                            | Konkurencja    | 1/32                                | 1/16                                                        | 1/8                 | Ćwierćfinały        | Półfinały           | Finał               | Finał         |
| Zawodniczka                            | Konkurencja    | Przeciwniczka Wynik                 | Przeciwniczka Wynik                                         | Przeciwniczka Wynik | Przeciwniczka Wynik | Przeciwniczka Wynik | Przeciwniczka Wynik | Pozycja       |
| -------------------------------------- | -------------- | ----------------------------------- | ----------------------------------------------------------- | ------------------- | ------------------- | ------------------- | ------------------- | ------------- |
| Samantha Stosur                        | gra pojedyncza | Carla Suárez Navarro 6:3, 5:7, 8:10 | → Nie awansowała                                            | → Nie awansowała    | → Nie awansowała    | → Nie awansowała    | → Nie awansowała    | Miejsca 33-64 |
| Jarmila Gajdošová Anastasija Rodionowa | gra podwójna   |                                     | Jekatierina Makarowa Jelena Wiesnina 1:6, 4:6               | → Nie awansowały    | → Nie awansowały    | → Nie awansowały    | → Nie awansowały    | Miejsca 17-31 |
| Casey Dellacqua Samantha Stosur        | gra podwójna   |                                     | Nuria Llagostera Vives María José Martínez Sánchez 1:6, 1:6 | → Nie awansowały    | → Nie awansowały    | → Nie awansowały    | → Nie awansowały    | Miejsca 17-31 |

Gra mieszana
| Zawodnicy                      | Konkurencja | 1/32             | 1/16             | 1/8                                           | Ćwierćfinał                             | Półfinał         | Finał            | Finał       |
| Zawodnicy                      | Konkurencja | Przeciwnik Wynik | Przeciwnik Wynik | Przeciwnik Wynik                              | Przeciwnik Wynik                        | Przeciwnik Wynik | Przeciwnik Wynik | Pozycja     |
| ------------------------------ | ----------- | ---------------- | ---------------- | --------------------------------------------- | --------------------------------------- | ---------------- | ---------------- | ----------- |
| Samantha Stosur Lleyton Hewitt | mikst       |                  |                  | Agnieszka Radwańska Marcin Matkowski 6:3, 6:3 | Laura Robson Andy Murray 3:6, 6:3, 8-10 | → Nie awansowali | → Nie awansowali | Miejsca 5-8 |

### Triathlon
| Zawodnicy          | Konkurencja | Pływanie (1,5 km) | Zmiana 1 | Jazda na rowerze (40 km)    | Zmiana 2                    | Bieg (10 km)                | Czas                        | Pozycja                     |
| ------------------ | ----------- | ----------------- | -------- | --------------------------- | --------------------------- | --------------------------- | --------------------------- | --------------------------- |
| Courtney Atkinson  | Mężczyźni   | 17:26             | 0:39     | 58:48                       | 0:28                        | 31:58                       | 1:49:19                     | 18.                         |
| Bradley Kahlefeldt | Mężczyźni   | 18:06             | 0:39     | 59:40                       | 0:29                        | 31:29                       | 1:50:23                     | 32.                         |
| Brendan Sexton     | Mężczyźni   | 18:53             | 0:42     | 58:51                       | 0:29                        | 31:41                       | 1:50:36                     | 35.                         |
| Erin Densham       | Kobiety     | 19:25             | 0:40     | 1:05:33                     | 0:30                        | 33:42                       | 1:59:50,00                  | brąz                        |
| Emma Jackson       | Kobiety     | 19:25             | 0:42     | 1:05:32                     | 0:30                        | 35:07                       | 2:01:16,00                  | 8.                          |
| Emma Moffatt       | Kobiety     | 19:23             | 0:43     | → Nie ukończyła konkurencji | → Nie ukończyła konkurencji | → Nie ukończyła konkurencji | → Nie ukończyła konkurencji | → Nie ukończyła konkurencji |

### Wioślarstwo
Mężczyźni
| Zawodnik | Konkurencja                       | Eliminacje | Eliminacje | Repasaże | Repasaże | Ćwierćfinał | Ćwierćfinał | Półfinał | Półfinał | Finał   | Finał        | Pozycja |
| Zawodnik | Konkurencja                       | Czas       | Miejsce    | Czas     | Miejsce  | Czas        | Miejsce     | Czas     | Miejsce  | Czas    | Miejsce      | Pozycja |
| --- | --------------------------------- | ---------- | ---------- | -------- | -------- | ----------- | ----------- | -------- | -------- | ------- | ------------ | ------- |
| Brodie Buckland James Marburg                                                                                            | dwójka bez sternika               | 6:24,83    | 2.         |          |          |             |             | 7:02,12  | 3.       | 6:29,28 | 5.           | 5.      |
| Scott Brennan David Crawshay                                                                                             | dwójka podwójna                   | 6:21,25    | 4.         | 6:25,36  | 1.       |             |             | 6:23,47  | 5.       | 6:22,19 | 2. (finał B) | 8.      |
| Rod Chisholm Tom Gibson                                                                                                  | dwójka podwójna wagi lekkiej      | 6:47,33    | 3.         | 6:34,29  | 3.       |             |             | 7:06,24  | 1.       | 6:44,40 | 1. (finał C) | 13.     |
| James Chapman Josh Dunkley-Smith Drew Ginn Will Lockwood                                                                 | czwórka bez sternika              | 5:47,06    | 1.         |          |          |             |             | 5:59,23  | 2.       | 6:05,19 | 2. (finał A) | srebro  |
| Karsten Forsterling James McRae Christopher Morgan Daniel Noonan                                                         | czwórka podwójna                  | 5:41,56    | 3.         |          |          |             |             | 6:05,45  | 2.       | 5:45,22 | 3. (finał A) | brąz    |
| Samuel Beltz Ben Cureton Anthony Edwards Todd Skipworth                                                                  | czwórka bez sternika wagi lekkiej | 5:51,18    | 2.         |          |          |             |             | 6:05,31  | 3.       | 6:04,05 | 4. (finał A) | 4.      |
| Josh Booth Bryn Coudraye Francis Hegerty Tobias Lister Sam Loch Cameron McKenzie-McHarg Nick Purnell Matt Ryan Tom Swann | ósemka                            | 5:32,43    | 2.         | 5:28,67  | 4.       |             |             |          |          | 5:51,87 | 6. (finał A) | 6.      |

Kobiety
| Zawodniczka | Konkurencja                  | Eliminacje | Eliminacje | Repasaże | Repasaże | Ćwierćfinał | Ćwierćfinał | Półfinał | Półfinał | Finał   | Finał        | Pozycja |
| Zawodniczka | Konkurencja                  | Czas       | Miejsce    | Czas     | Miejsce  | Czas        | Miejsce     | Czas     | Miejsce  | Czas    | Miejsce      | Pozycja |
| --- | ---------------------------- | ---------- | ---------- | -------- | -------- | ----------- | ----------- | -------- | -------- | ------- | ------------ | ------- |
| Kim Crow | jedynka                      | 7:41,18    | 1.         |          |          | 7:34,29     | 1.          | 7:44,69  | 2.       | 7:58,04 | 3. (finał A) | brąz    |
| Kate Hornsey Sarah Tait | dwójka bez sternika          | 7:01,60    | 1.         |          |          |             |             |          |          | 7:29,86 | 2.           | srebro  |
| Kim Crow Brooke Pratley | dwójka podwójna              | 6:48,80    | 1.         |          |          |             |             |          |          | 6:58,55 | 2.           | srebro  |
| Hannah Every-Hall Bronwen Watson | dwójka podwójna wagi lekkiej | 7:05,30    | 2.         |          |          |             |             | 7:12,35  | 3.       | 7:20,68 | 5. (finał A) | 5.      |
| Amy Clay Dana Faletic Pauline Frasca Kerry Hore                                                                                           | czwórka podwójna             | 6:17,52    | 2.         | 6:18,80  | 1.       |             |             |          |          | 6:41,67 | 4. (finał A) | 4.      |
| Renee Chatterton Sarah Cook Tess Gerrand Alexandra Hagan Sally Kehoe Elizabeth Patrick Robyn Selby Smith Phoebe Stanley Hannah Vermeersch | ósemka                       | 6:20,89    | 2.         | 6:18,63  | 3.       |             |             |          |          | 6:18,86 | 6. (finał A) | 6.      |

### Zapasy
Mężczyźni
Styl wolny
| Zawodnik      | Konkurencja | Kwalifikacje     | 1/8               | Ćwierćfinał      | Półfinał         | Repasaż 1        | Repasaż 2        | Finał            | Finał   |
| Zawodnik      | Konkurencja | Przeciwnik Wynik | Przeciwnik Wynik  | Przeciwnik Wynik | Przeciwnik Wynik | Przeciwnik Wynik | Przeciwnik Wynik | Przeciwnik Wynik | Miejsce |
| ------------- | ----------- | ---------------- | ----------------- | ---------------- | ---------------- | ---------------- | ---------------- | ---------------- | ------- |
| Farzad Tarash | -60 kg      |                  | Ri Jong-Myong 0-8 | → Nie awansował  | → Nie awansował  | → Nie awansował  | → Nie awansował  | → Nie awansował  | 19.     |

### Żeglarstwo
Mężczyźni
| Zawodnik                    | Konkurencja | Wyścig | Wyścig | Wyścig | Wyścig | Wyścig | Wyścig | Wyścig | Wyścig | Wyścig | Wyścig | Wyścig | Punkty | Finałowa pozycja |
| Zawodnik                    | Konkurencja | 1      | 2      | 3      | 4      | 5      | 6      | 7      | 8      | 9      | 10     | M*     | Punkty | Finałowa pozycja |
| --------------------------- | ----------- | ------ | ------ | ------ | ------ | ------ | ------ | ------ | ------ | ------ | ------ | ------ | ------ | ---------------- |
| Tom Slingsby                | Laser       | 2      | 1      | 2      | 6      | 9      | 2      | 14     | 1      | 1      | 1      | 18     | 43     | złoto            |
| Brendan Casey               | Finn        | 25     | 7      | 16     | 15     | 10     | 17     | 19     | 9      | 9      | 5      |        | 106    | 13.              |
| Mathew Belcher Malcolm Page | 470         | 3      | 9      | 2      | 1      | 1      | 1      | 3      | 5      | 1      | 1      | 4      | 22     | złoto            |

Kobiety
| Zawodniczka                    | Konkurencja  | Wyścig | Wyścig | Wyścig | Wyścig | Wyścig | Wyścig | Wyścig | Wyścig | Wyścig | Wyścig | Wyścig | Punkty | Finałowa pozycja |
| Zawodniczka                    | Konkurencja  | 1      | 2      | 3      | 4      | 5      | 6      | 7      | 8      | 9      | 10     | M*     | Punkty | Finałowa pozycja |
| ------------------------------ | ------------ | ------ | ------ | ------ | ------ | ------ | ------ | ------ | ------ | ------ | ------ | ------ | ------ | ---------------- |
| Jessica Crisp                  | RS:X         | 11     | 10     | 17     | 17     | 7      | 12     | 5      | 8      | 13     | 13     |        | 96     | 11.              |
| Krystal Weir                   | Laser Radial | 18     | 18     | 10     | 23     | 7      | 35     | 7      | 12     | 4      | 22     |        | 121    | 12.              |
| Elise Rechichi Belinda Stowell | 470          | 14     | 7      | 3      | 21     | 9      | 7      | 9      | 13     | 4      | 1      | 16     | 83     | 7.               |

Elliott 6m
| Zawodniczki                             | Konkurencja | Round Robin | Round Robin | Round Robin | Round Robin     | Round Robin | Round Robin   | Round Robin | Round Robin | Round Robin | Round Robin | Round Robin       | Miejsce | Faza pucharowa | Faza pucharowa  | Faza pucharowa  | Miejsce |
| Zawodniczki                             | Konkurencja | Dania       | Finlandia   | Francja     | Wielka Brytania | Holandia    | Nowa Zelandia | Portugalia  | Rosja       | Hiszpania   | Szwecja     | Stany Zjednoczone | Miejsce | Ćwierćfinał    | Półfinał        | Finał           | Miejsce |
| --------------------------------------- | ----------- | ----------- | ----------- | ----------- | --------------- | ----------- | ------------- | ----------- | ----------- | ----------- | ----------- | ----------------- | ------- | -------------- | --------------- | --------------- | ------- |
| Nina Curtis Olivia Price Lucinda Whitty | Elliott 6m  | 1-0         | 1-0         | 1-0         | 1-0             | 1-0         | 1-0           | 1-0         | 1-1         | 1-0         | 1-0         | 1-0               | 1.      | Holandia · 3-1 | Finlandia · 2-1 | Hiszpania · 2-3 | srebro  |

Open
| Zawodnik                      | Konkurencja | Wyścig | Wyścig | Wyścig | Wyścig | Wyścig | Wyścig | Wyścig | Wyścig | Wyścig | Wyścig | Wyścig | Wyścig | Wyścig | Wyścig | Wyścig | Wyścig | Punkty | Finałowa pozycja |
| Zawodnik                      | Konkurencja | 1      | 2      | 3      | 4      | 5      | 6      | 7      | 8      | 9      | 10     | 11     | 12     | 13     | 14     | 15     | M*     | Punkty | Finałowa pozycja |
| ----------------------------- | ----------- | ------ | ------ | ------ | ------ | ------ | ------ | ------ | ------ | ------ | ------ | ------ | ------ | ------ | ------ | ------ | ------ | ------ | ---------------- |
| Nathan Outteridge Iain Jensen | 49er        | 8      | 1      | 2      | 4      | 2      | 1      | 10     | 6      | 9      | 5      | 4      | 1      | 1      | 1      | 3      | 8      | 56     | złoto            |